# Gliwicki Rower Miejski
Gliwicki Rower Miejski – publiczny system wypożyczania rowerów  w Gliwicach, który funkcjonował w latach 2017–2019 (jako system 3. generacji, którego operatorem był Nextbike) i 2021–2022 (jako system 4. generacji, którego operatorem był Roovee). W skład systemu w 2022 roku wchodziło 36 bezobsługowych stacji oraz 350 rowerów.

## Historia

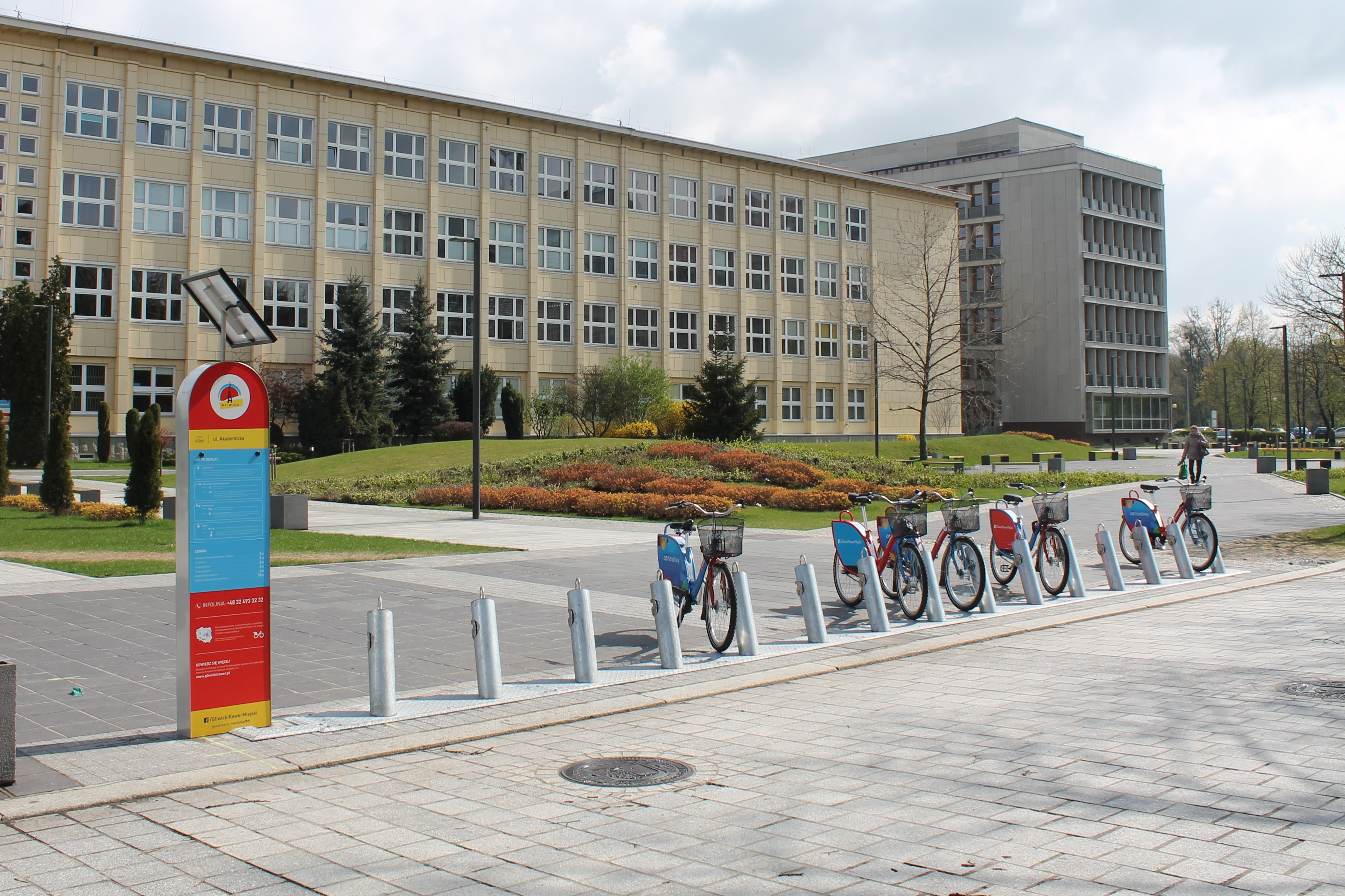
Stacja GRM z lat 2017–2019

W czerwcu 2016 roku Urząd Miejski w Gliwicach ogłosił przetarg na organizację, zarządzanie i eksploatację systemu miejskich wypożyczalni rowerów. W specyfikacji przetargowej zapisano, że system ma działać sezonowo od 1 marca do 30 listopada, w jego skład ma wejść 100 rowerów oraz 10 samoobsługowych stacji wyposażonych w 15 stojaków każda, dodatkowo w specyfikacji przetargowej zawarto prawo opcji umożliwiające rozbudowę systemu o 5 stacji i 50 rowerów. W przetargu oferty złożyli Nextbike i BikeU, jako korzystniejsza z nich została uznana ta pierwsza i 6 lutego 2017 roku umowa została podpisana. 15 marca opublikowana została lista stacji oraz kolorystyka stacji i rowerów, a 28 marca system został uruchomiony. 22 września z okazji Dnia bez Samochodu wydłużono czas darmowego wypożyczenia. W pierwszy sezonie dokonano ponad 60 tys. wypożyczeń, a najpopularniejszą relacją była trasa ul. Akademicka – dworzec.
Pod koniec stycznia 2018 roku władze miasta zdecydowały się skorzystać z opcji na powiększenie systemu o 5 stacji i 50 rowerów. Nowe stacje zostały uruchomione 1 kwietnia. 22 września z okazji Dnia bez Samochodu ponownie wydłużono czas darmowego wypożyczenia. Przez cały sezon dokonano 94 tys. wypożyczeń, a najpopularniejszą trasą była ponownie trasa ul. Akademicka – dworzec.
Na przełomie marca i kwietnia 2019 roku przeniesiono 2 najmniej popularne stacje w nowe lokalizacje. 1 czerwca GRM przystąpił do porozumienia metropolitalnego umożliwiającego oddawania rowerów w sąsiednich miastach obsługiwanych również przez Nextbike. Przez cały sezon dokonano 85 tys. wypożyczeń a najpopularniejszą trasą była po raz trzeci trasa ul. Akademicka – dworzec.
W styczniu 2020 roku miasto ogłosiło przetarg na prowadzeniu systemu w 2020 roku składającego się z minimum 20 stacji. W przetargu jedyną ofertę złożył Nextbike, jednakże została ona odrzucona ponieważ przekraczała kwotę, którą miasto planowało przeznaczyć na zamówienie. Pod koniec lutego miasto ogłosiło nowy przetarg z nieco zmienionym wymaganiami (m.in. rowery IV generacji). W przetargu oferty złożył Nextbike oraz konsorcjum Roovee z Orange Polska, obie oferty były wyższe niż planowany budżet, w związku z czym przetarg został unieważniony. 
27 listopada 2020 roku ogłoszono, że projekt obejmujący powrót do miasta systemu rowerów publicznych wygrał w Gliwickim Budżecie Obywatelskim i na przełomie 2020 i 2021 roku ogłoszono przetarg na obsługę GRM w 2021 roku, który nie wyłonił wykonawcy. W lutym ogłoszono kolejny przetarg, który wygrało konsorcjum Roovee z Orange Polska, które zaoferował system składający się z 30 stacji i 300 rowerów i to właśnie z tym konsorcjum 30 kwietnia podpisano umowę. System wystartował 30 maja. Latem uruchomiona została dodatkowa (31.) stacja sponsorska. W trakcie całego sezonu ponad 6 tys. użytkowników dokonało ponad 90 tys. i przejechało ponad 292 tys. km.
W marcu 2022 roku miasto podpisało kolejną umowę z konsorcjum Roovee z Orange Polska zorganizowanie, zarządzanie i eksploatację systemu składającego się z 35 stacji i 350 rowerów (ostatecznie system objął 36 stacji i 365 rowerów) obejmującą sezon 2022. System funkcjonował od kwietnia do listopada i w trakcie jego trwania odnotowano 176 tys. wypożyczeń.
11 stycznia 2023 roku miasto poinformowało, że ze względu na zbyt wysokie ceny w przetargu na 2023 rok oraz planowane uruchomienie Roweru Metropolitalnego, rezygnuje z systemu.

## Stacje
W 2022 roku system składał się z 36 stacji dokujących:

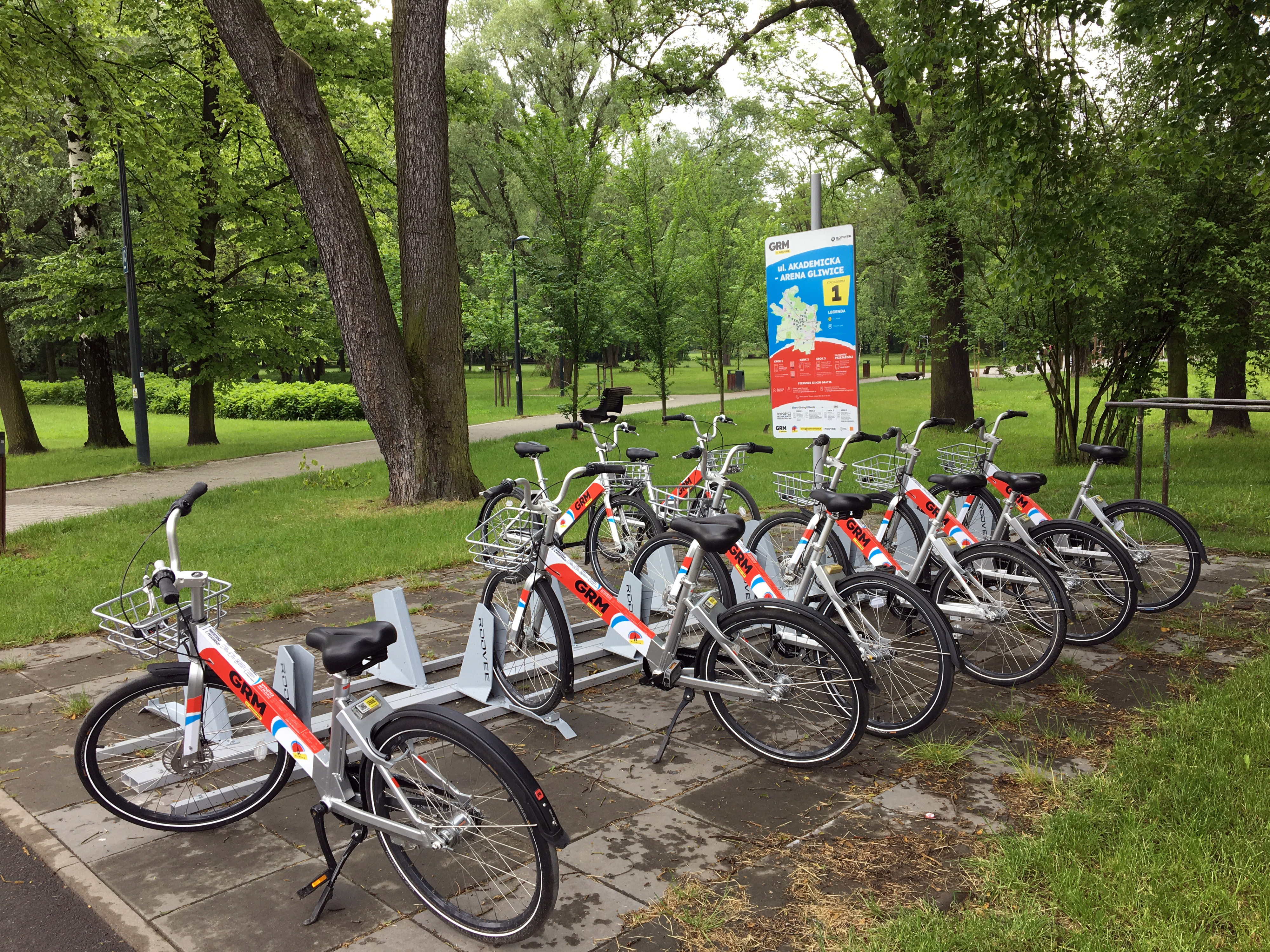
ul. Akademicka - Arena Gliwice
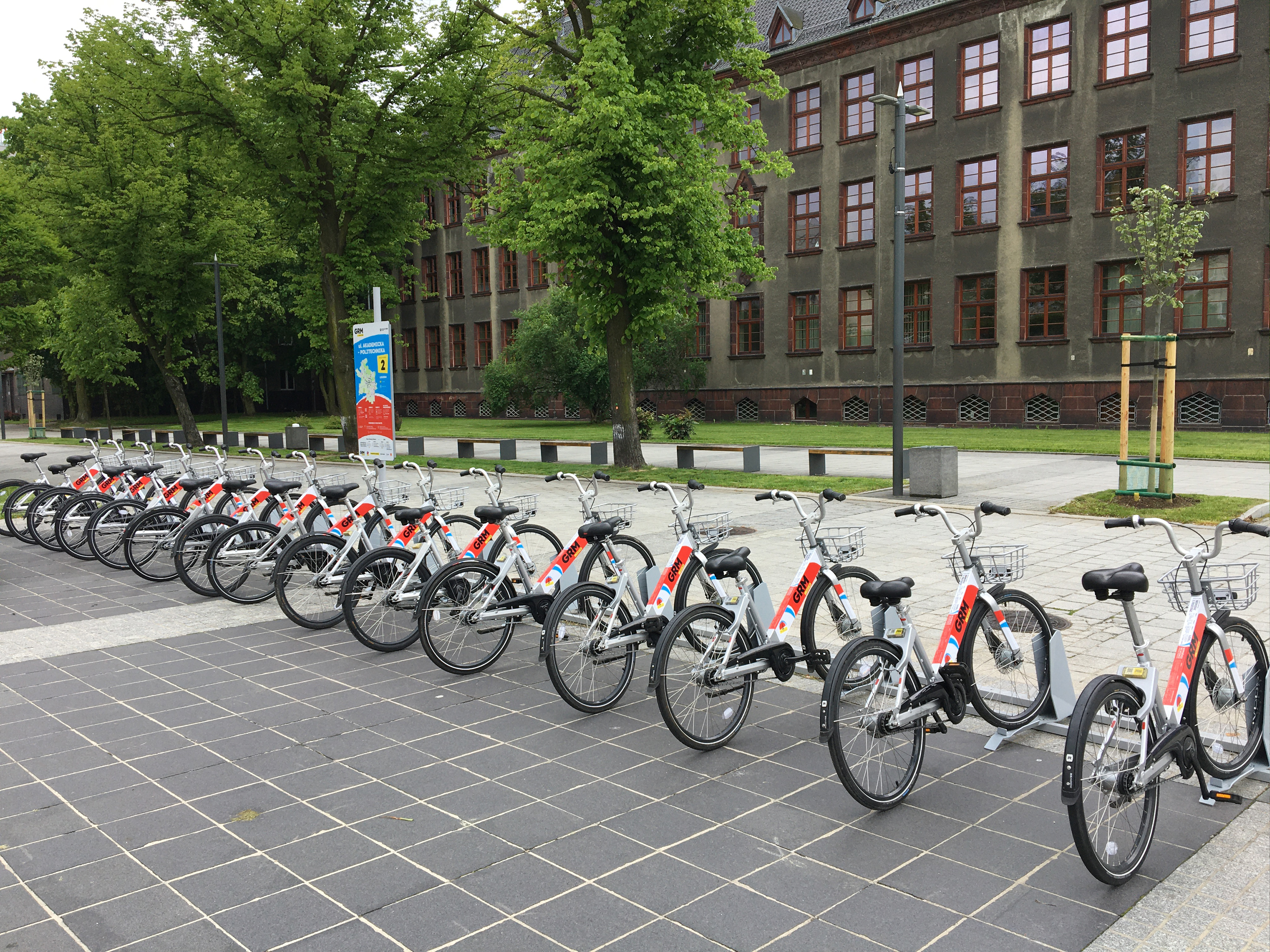
ul. Akademicka - Politechnika
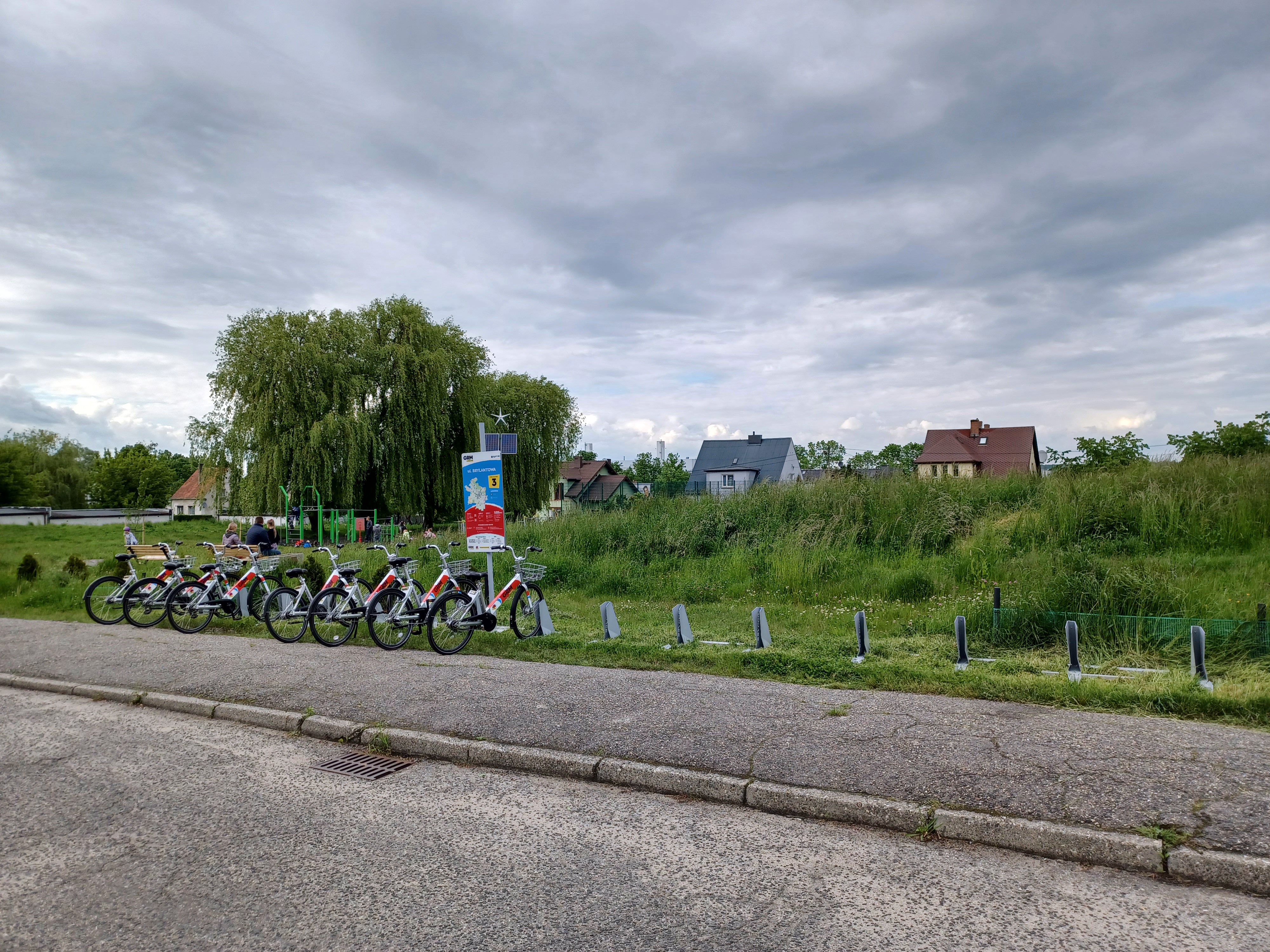
ul. Brylantowa
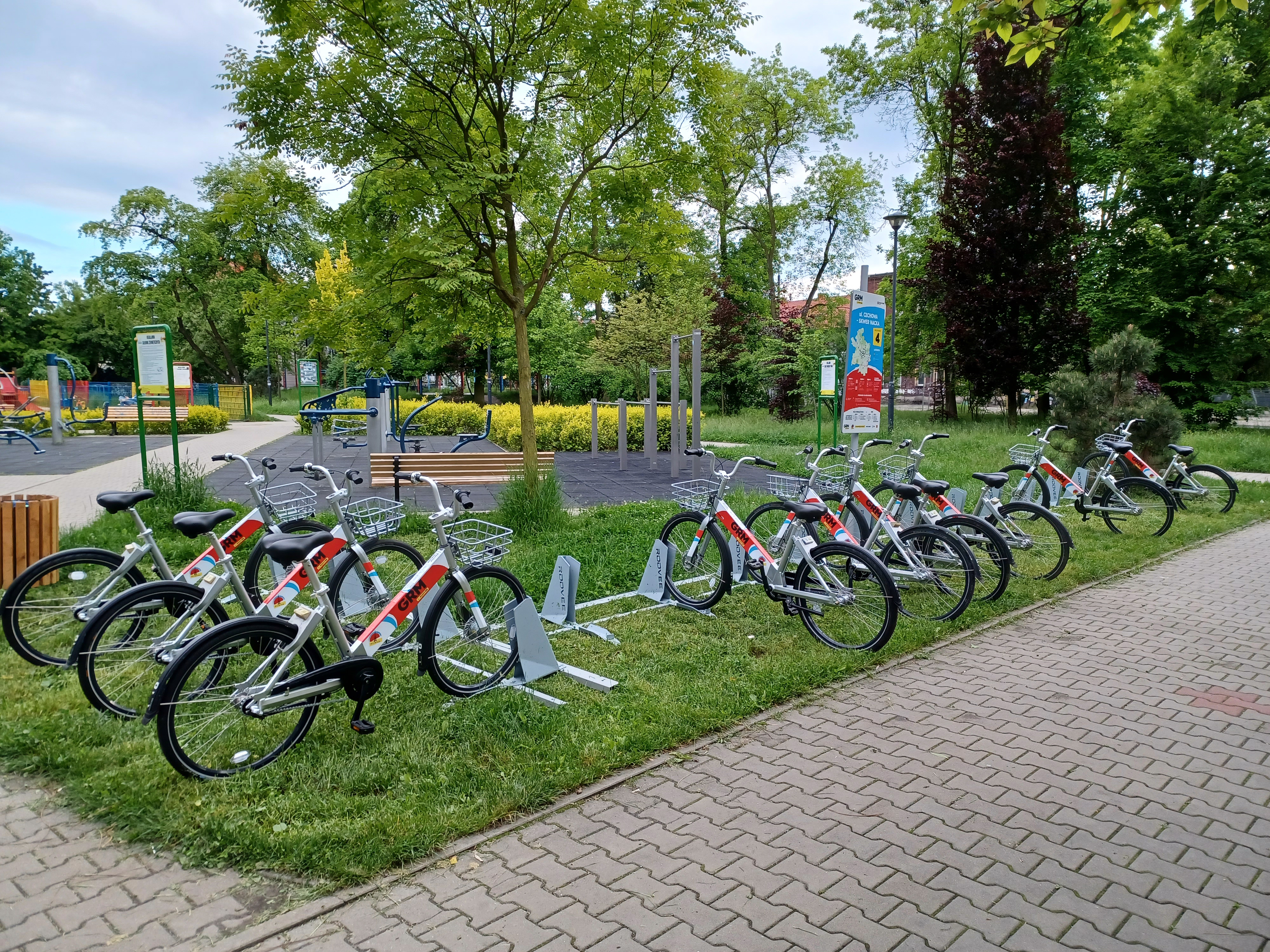
ul. Cechowa - Skwer Nacka
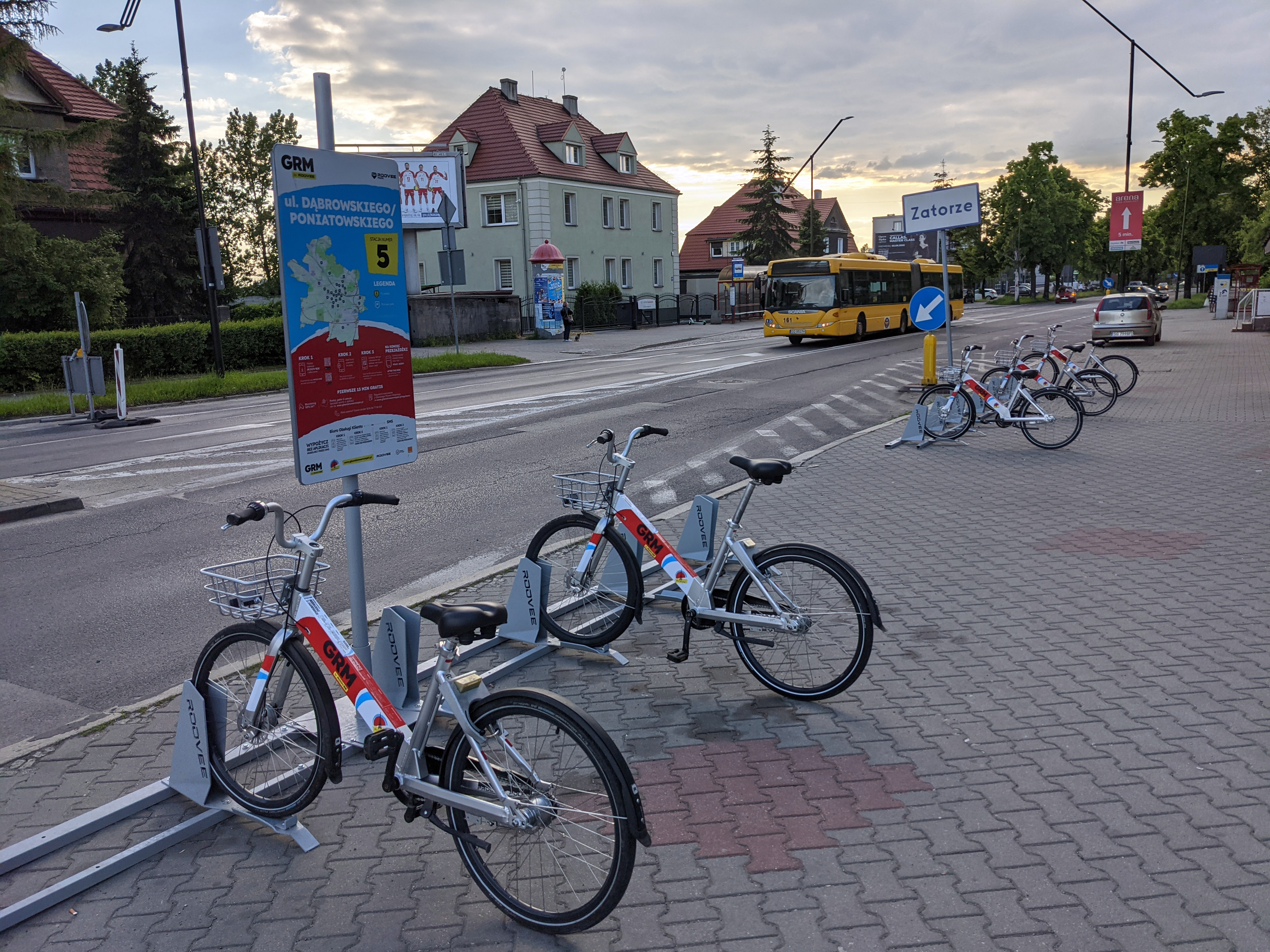
ul. Dąbrowskiego/ Poniatowskiego
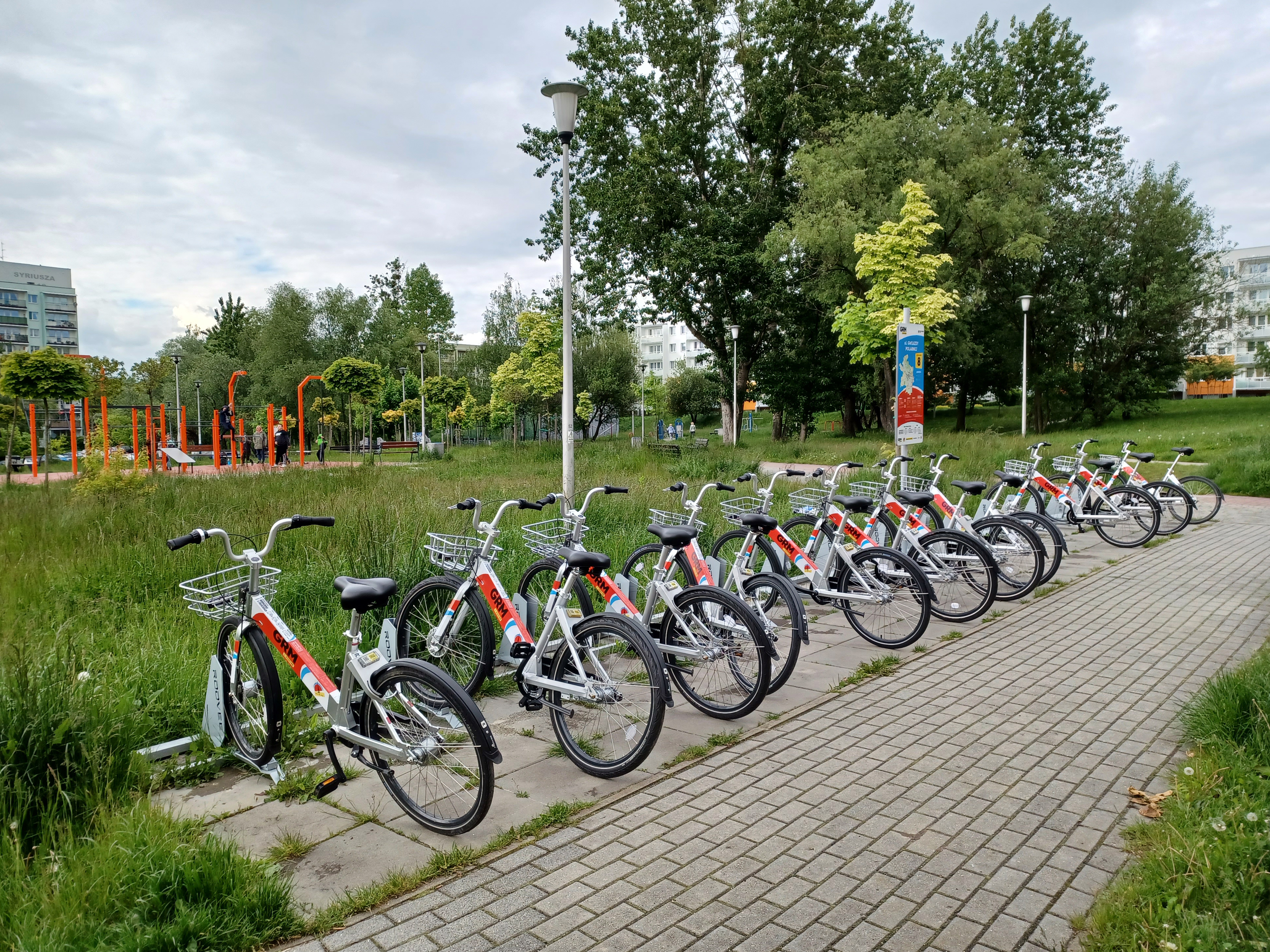
ul. Gwiazdy Polarnej
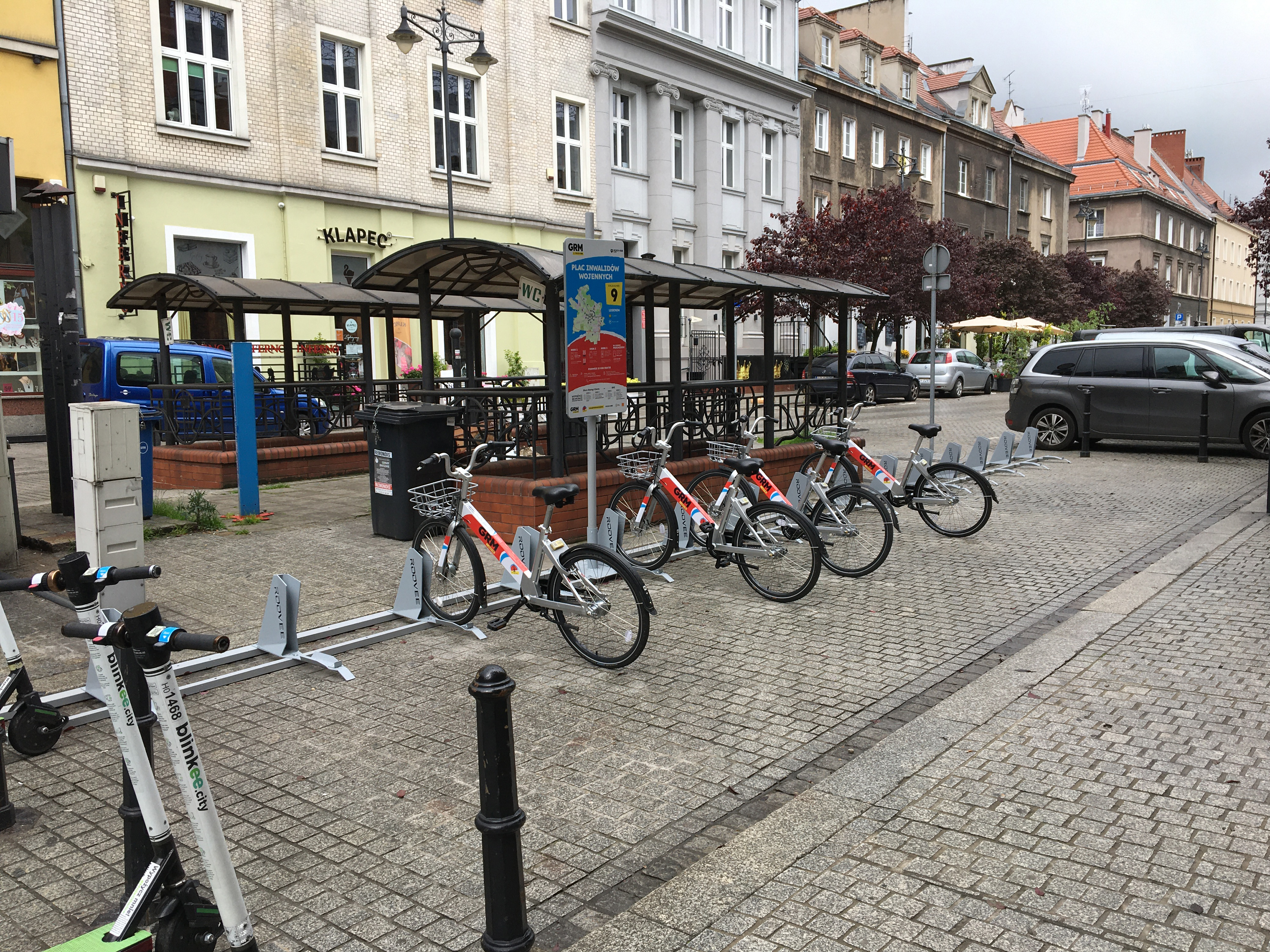
plac Inwalidów Wojennych
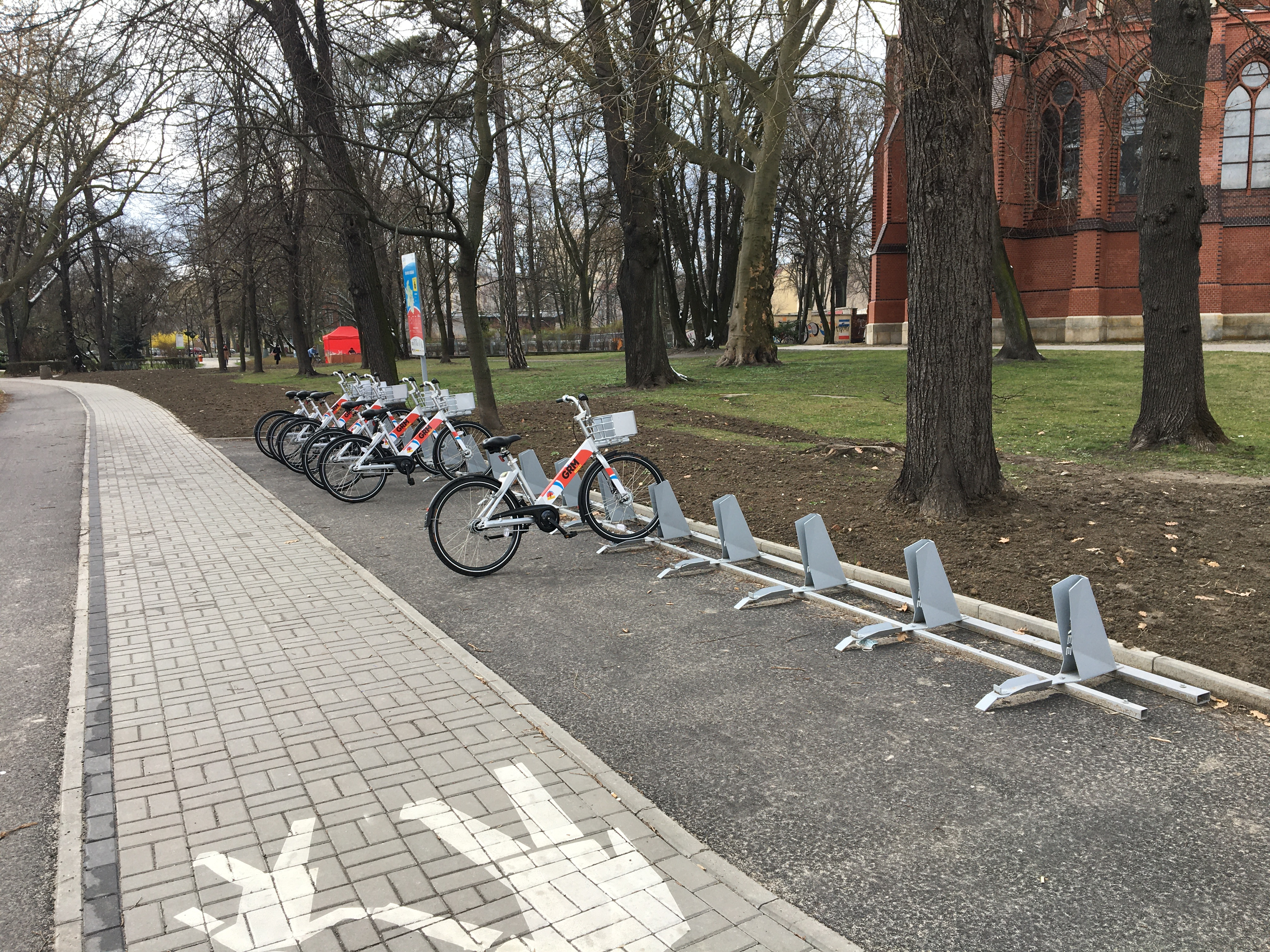
ul. Jana Pawła II
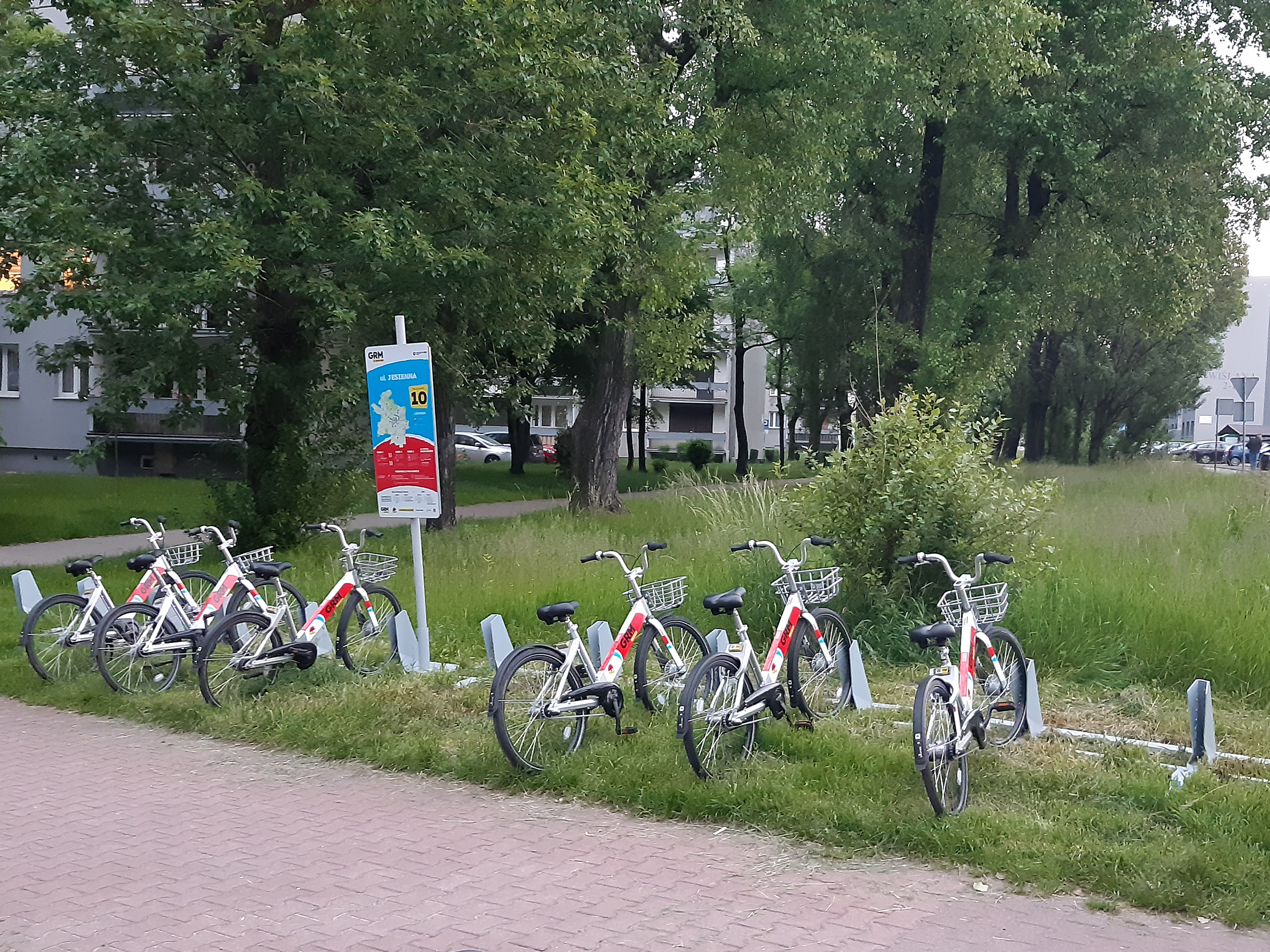
ul. Jesienna
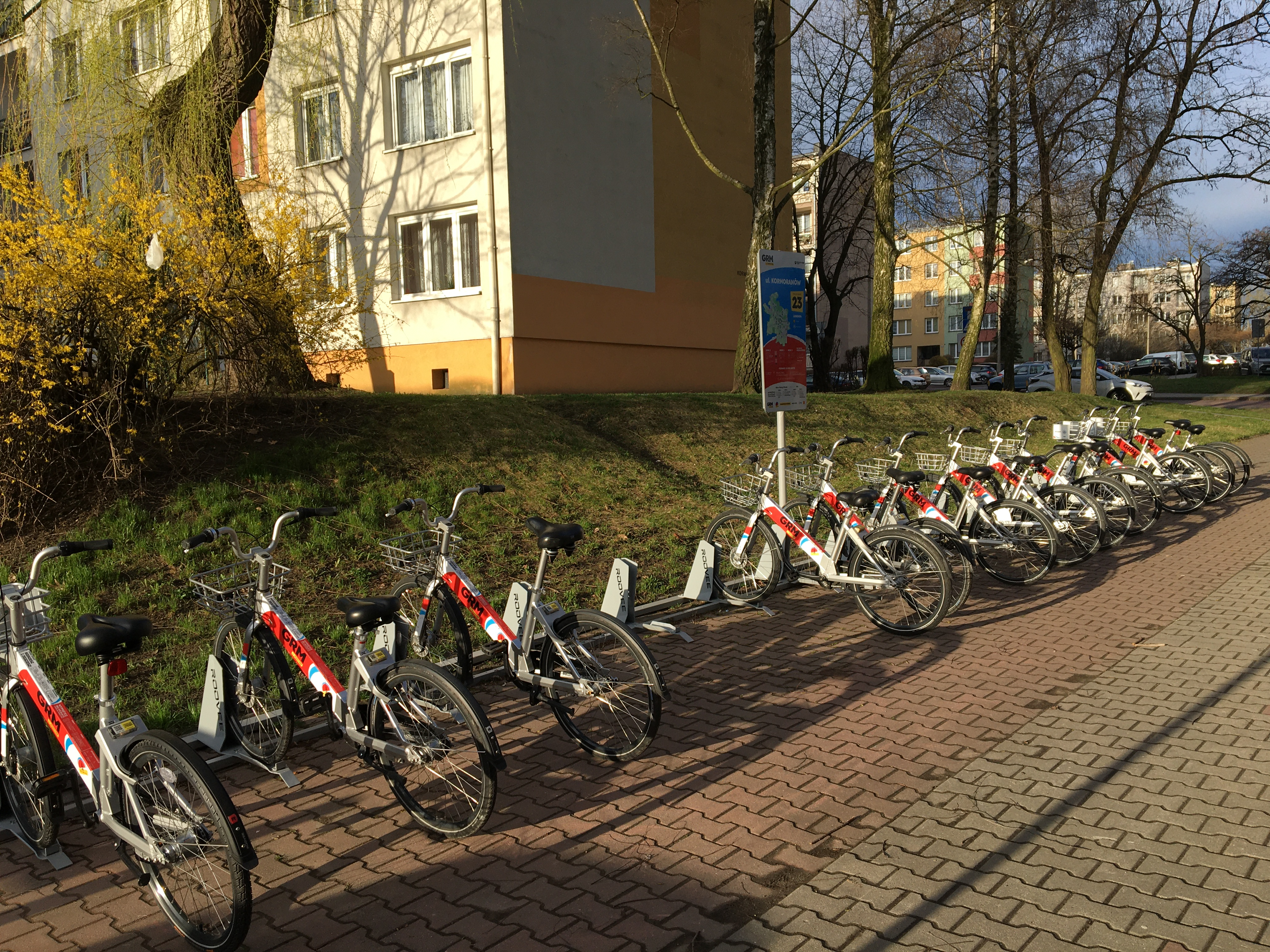
ul. Kormoranów
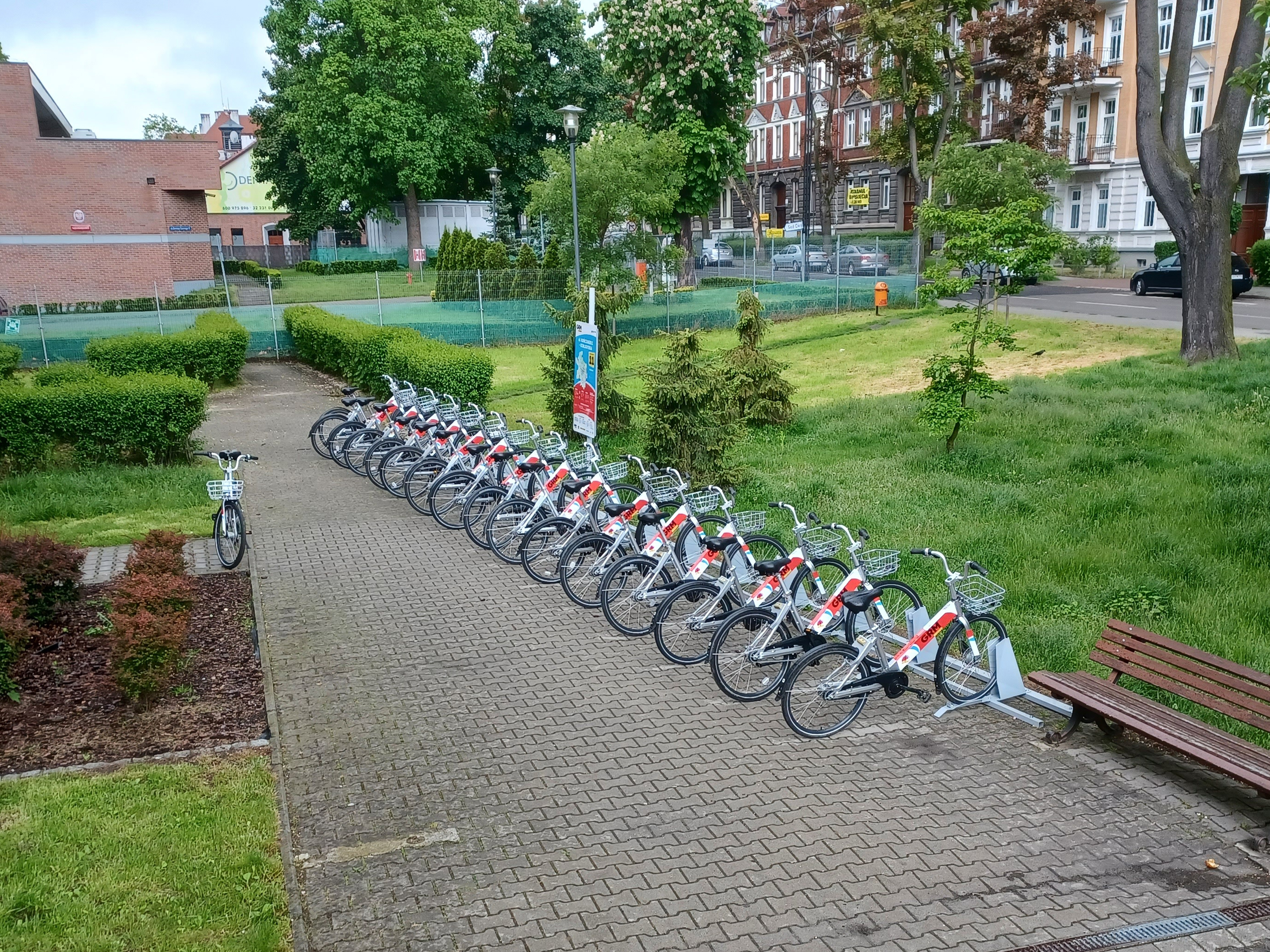
ul. Kościuszki - biblioteka
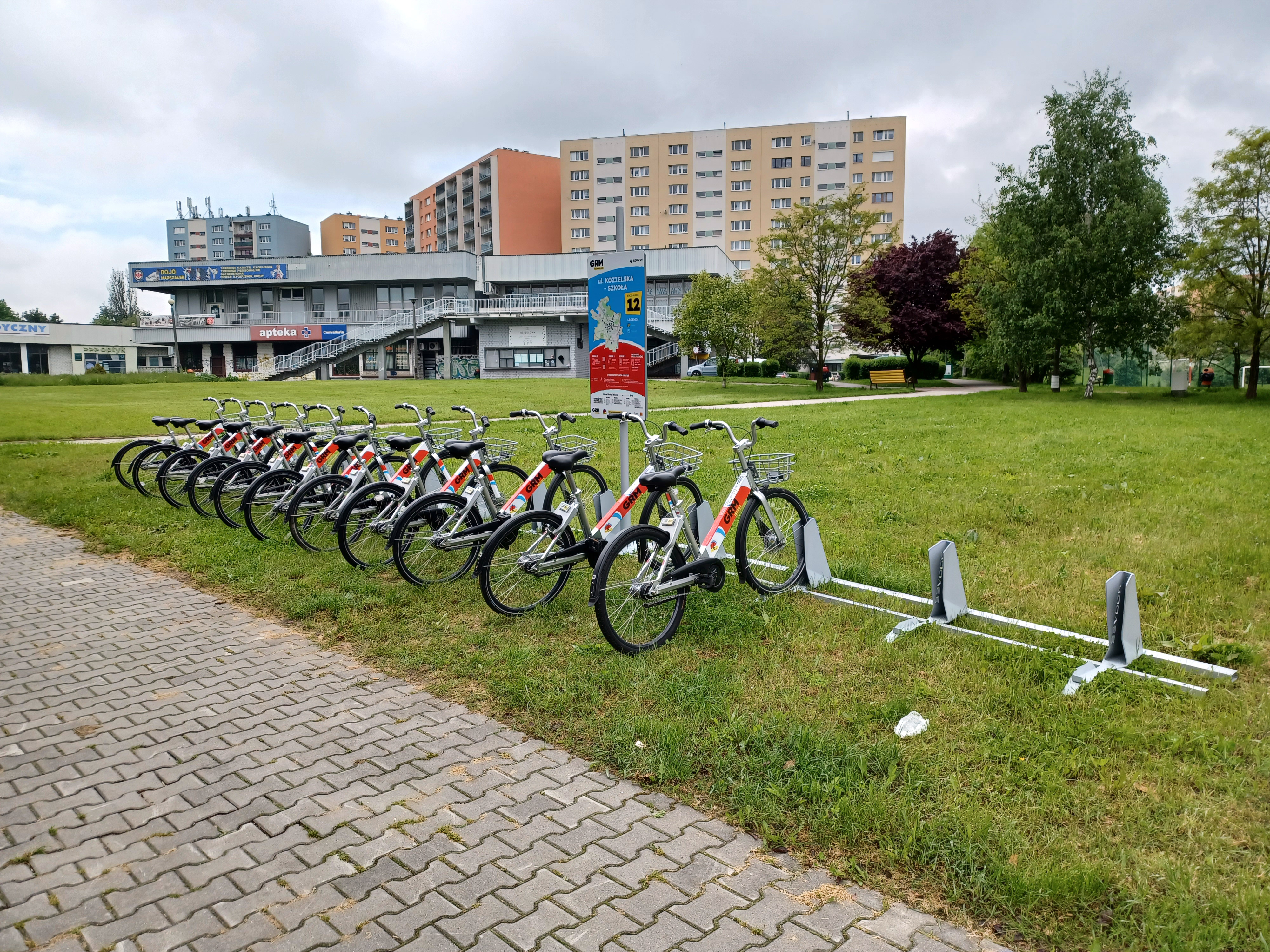
ul. Kozielska - szkoła
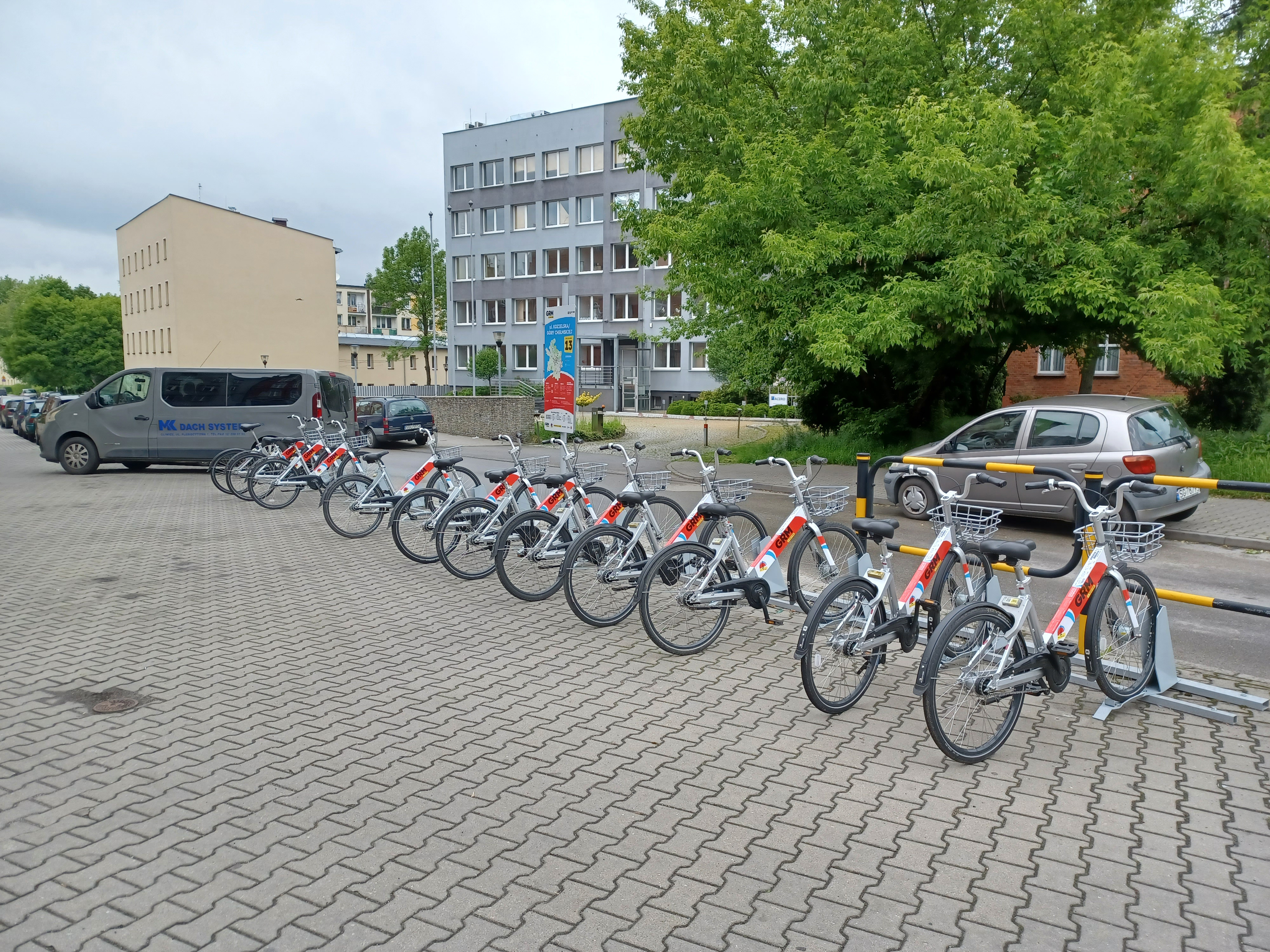
ul. Kozielska/ Góry Chełmskiej
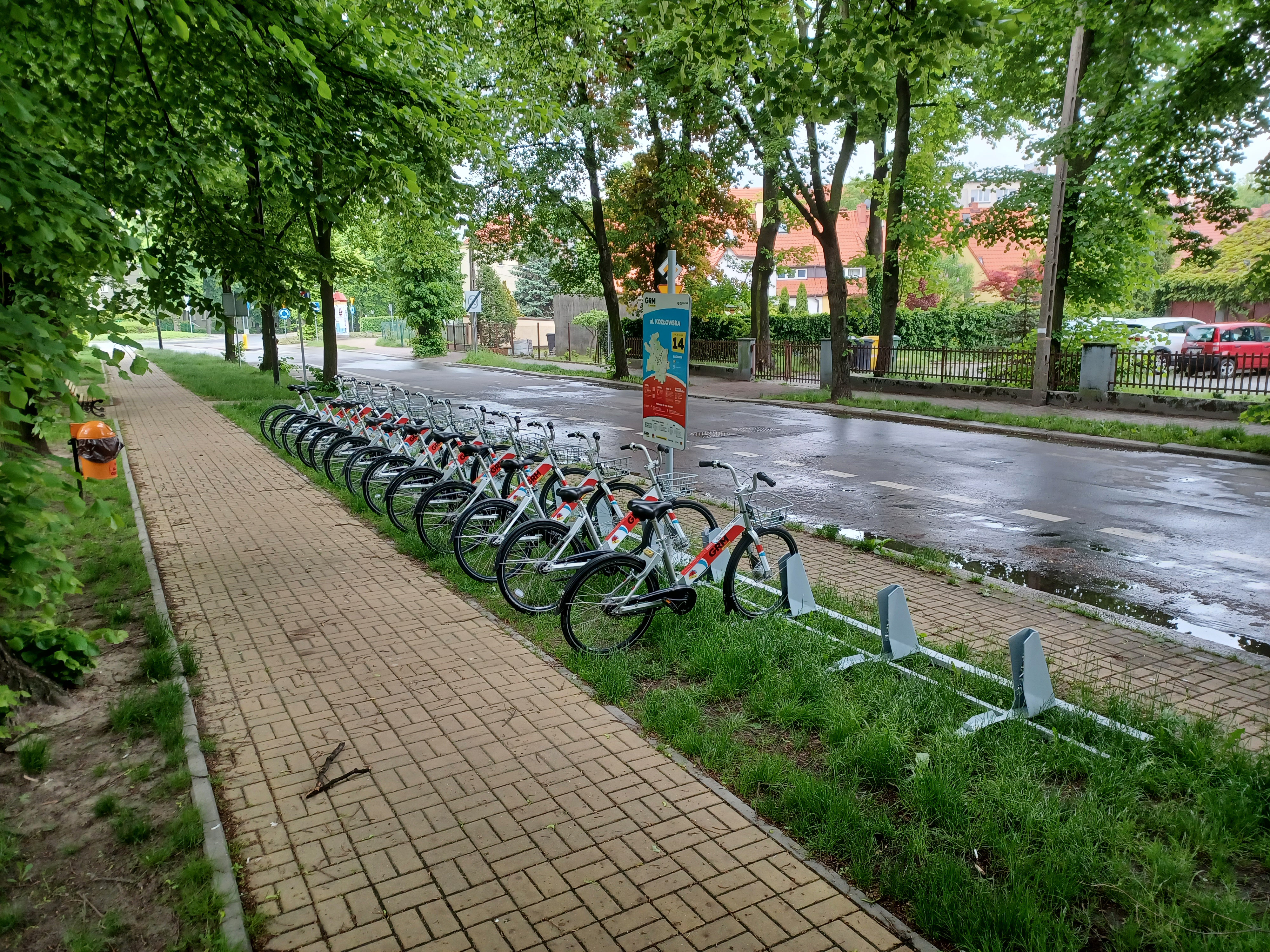
ul. Kozłowska
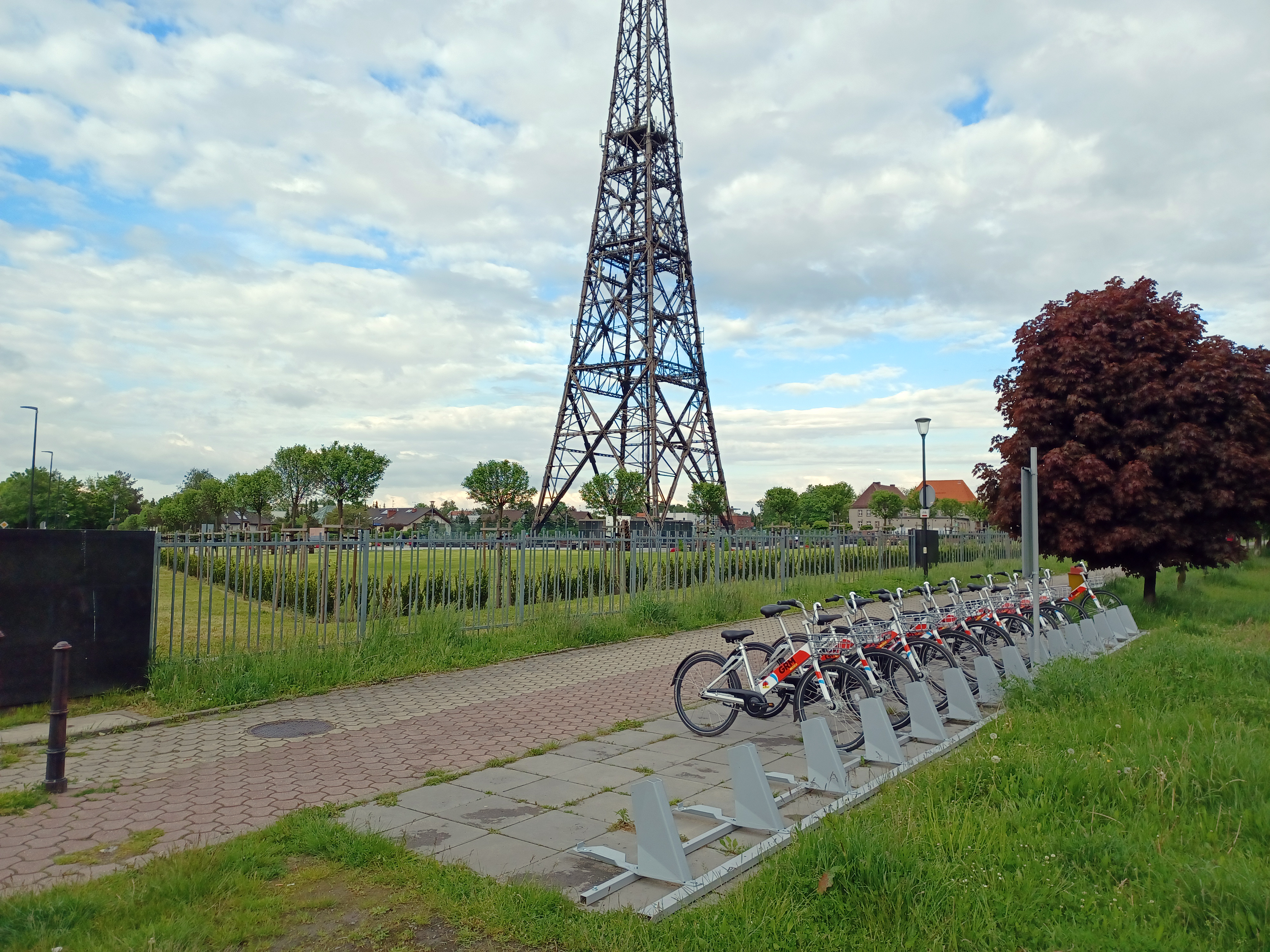
ul. Lubliniecka - Radiostacja
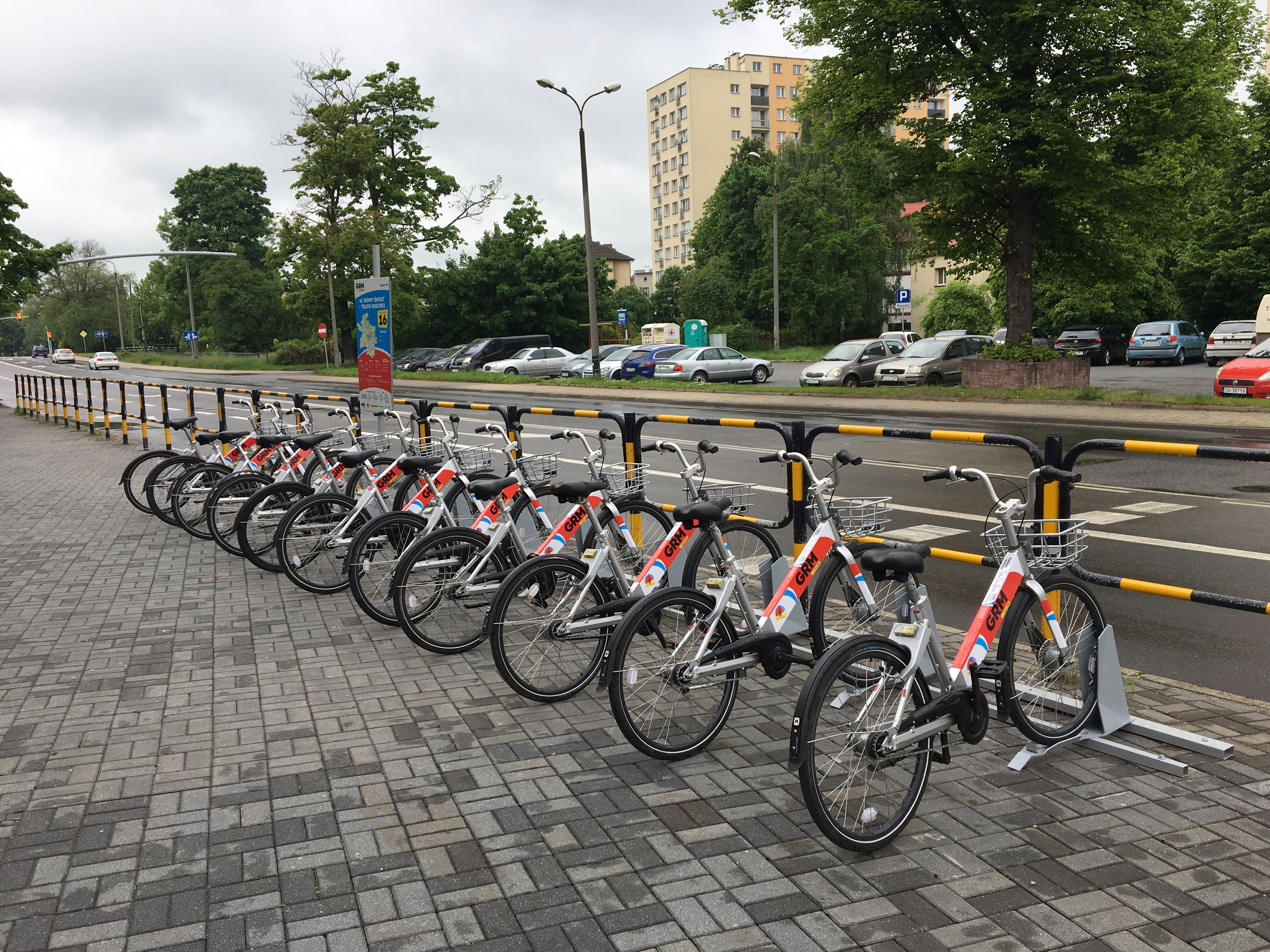
ul. Nowy Świat - Teatr Miejski
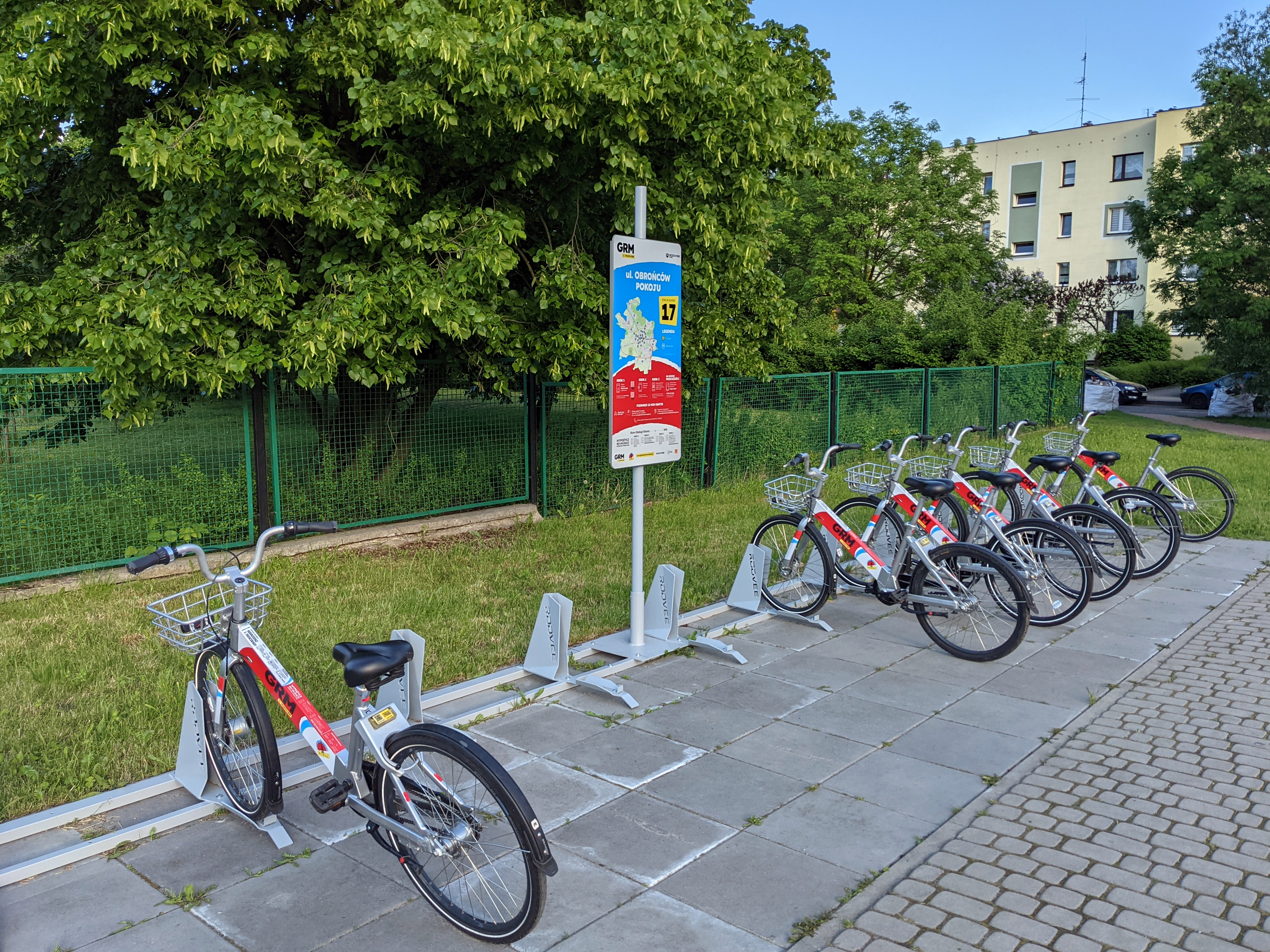
ul. Obrońców Pokoju
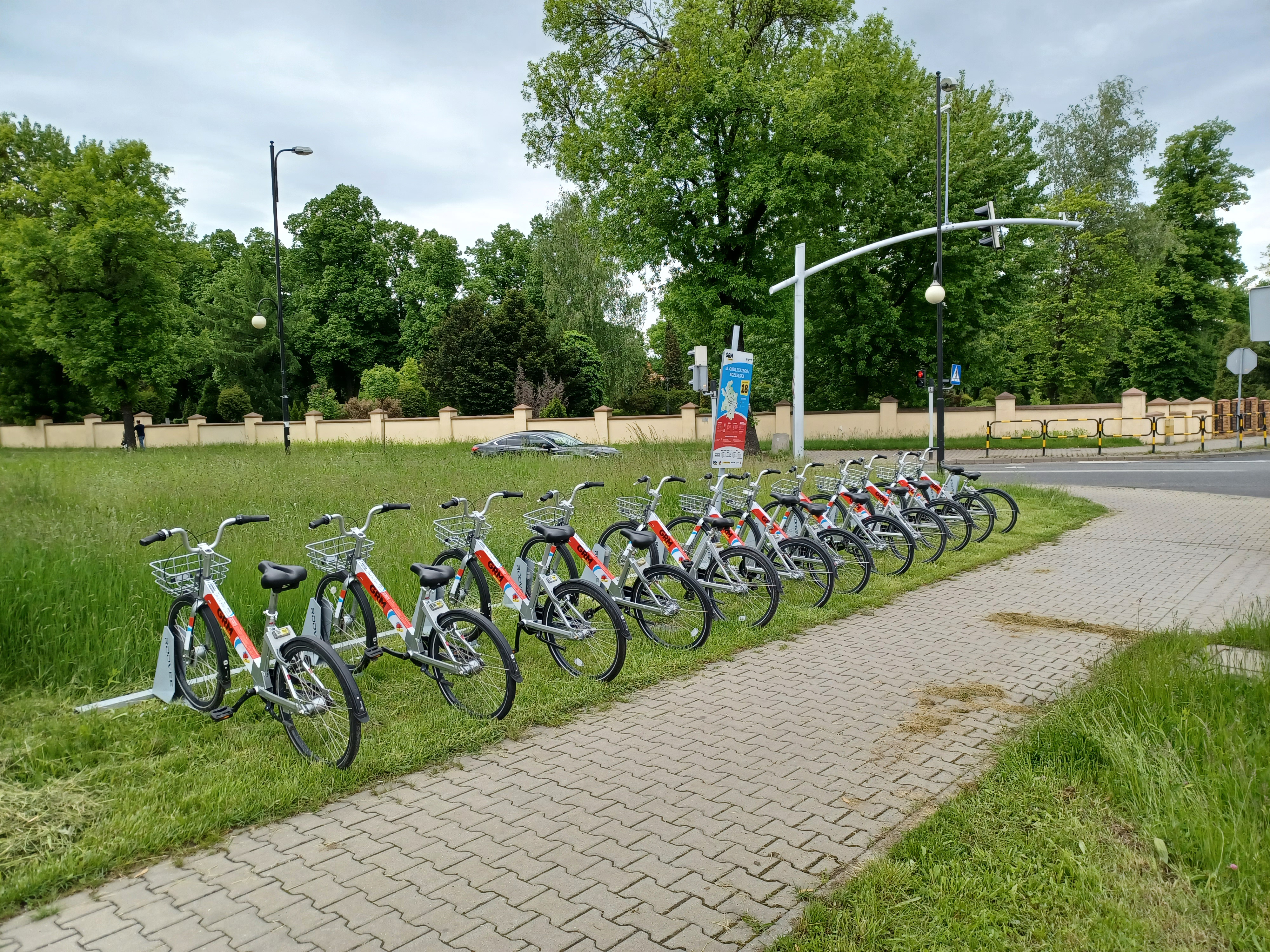
ul. Okulickiego/ Kozielska
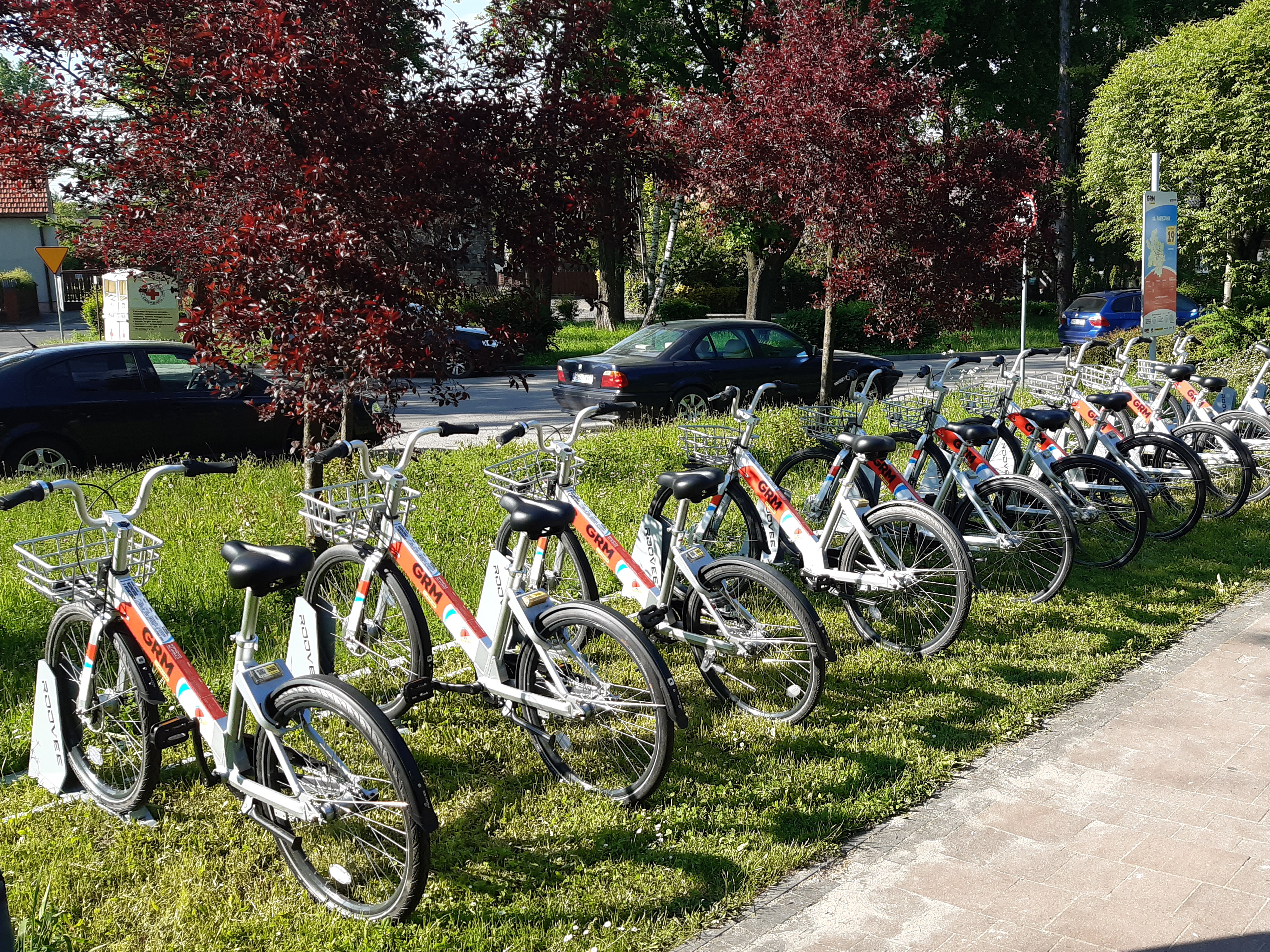
ul. Parkowa
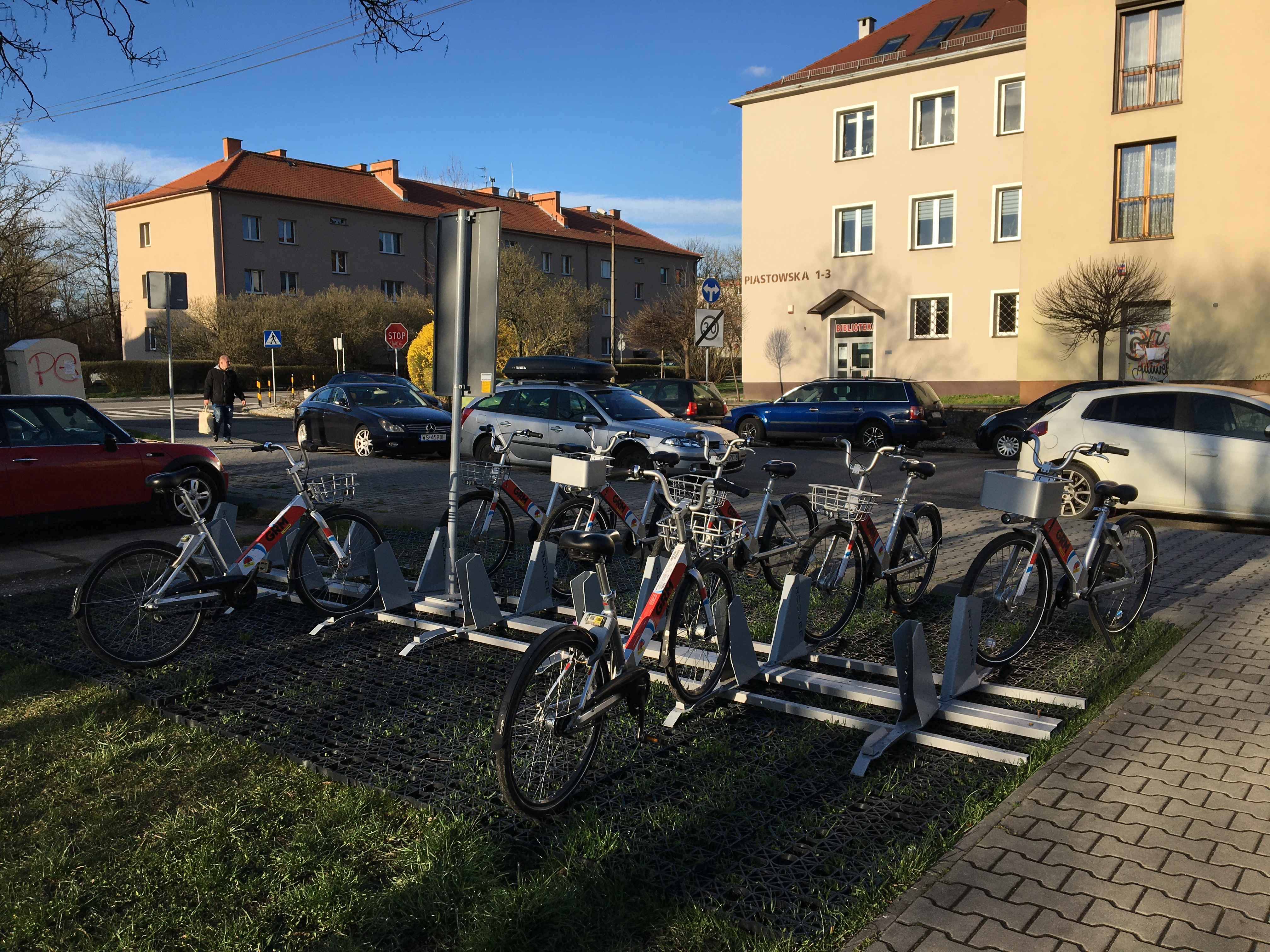
ul. Piastowska
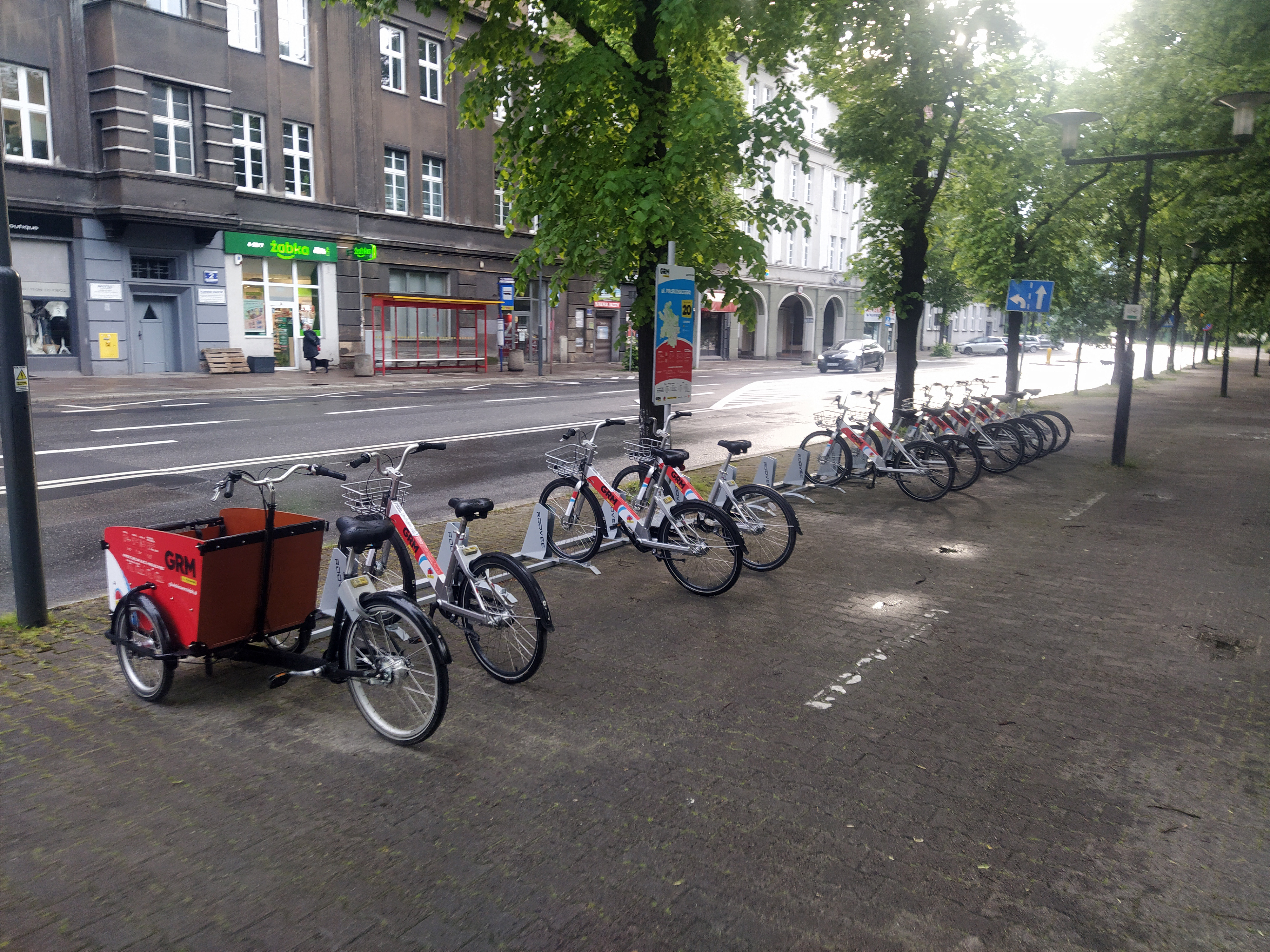
ul. Piłsudskiego
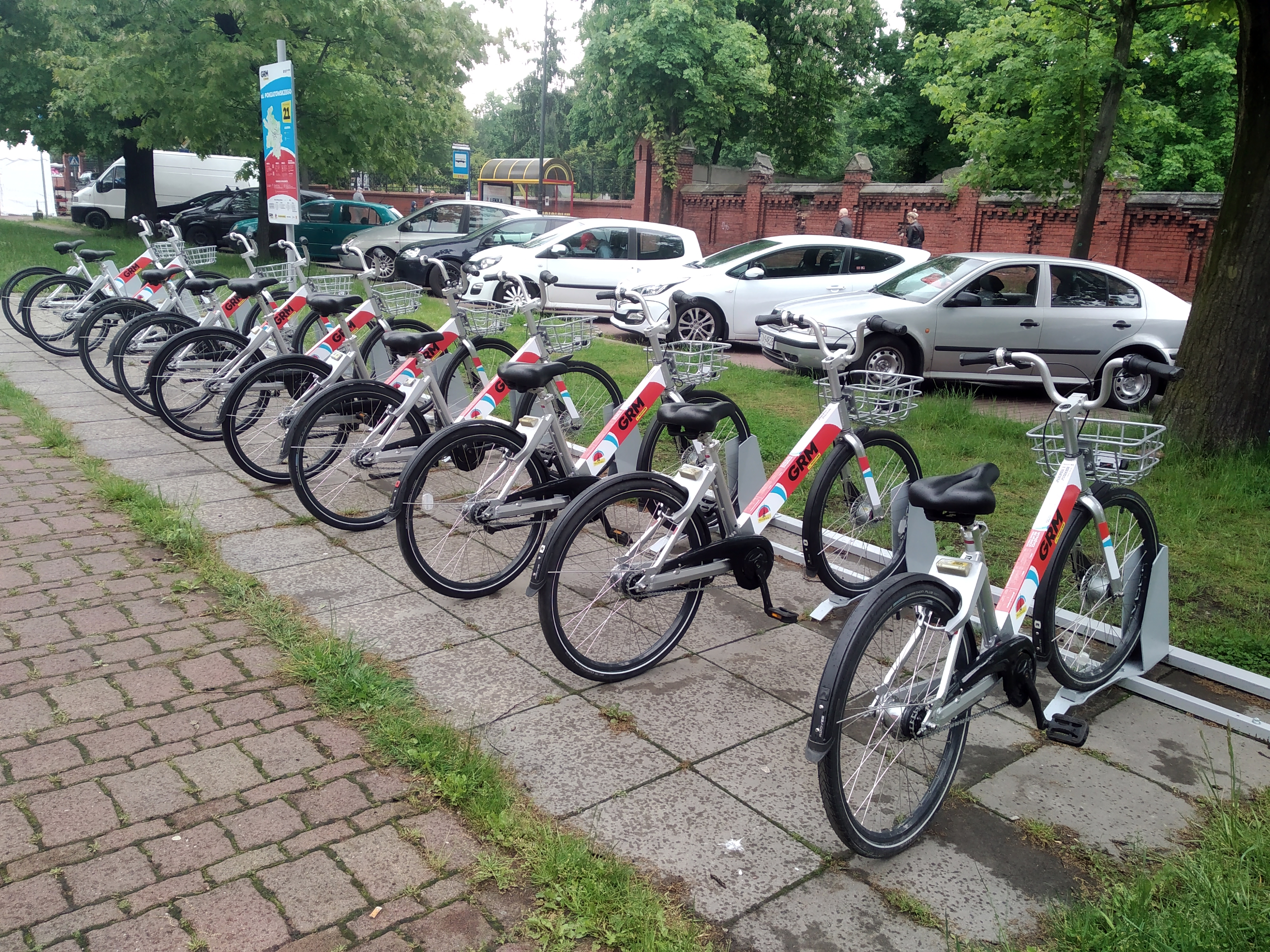
ul. Pocztowa
- ul. Poniatowskiego
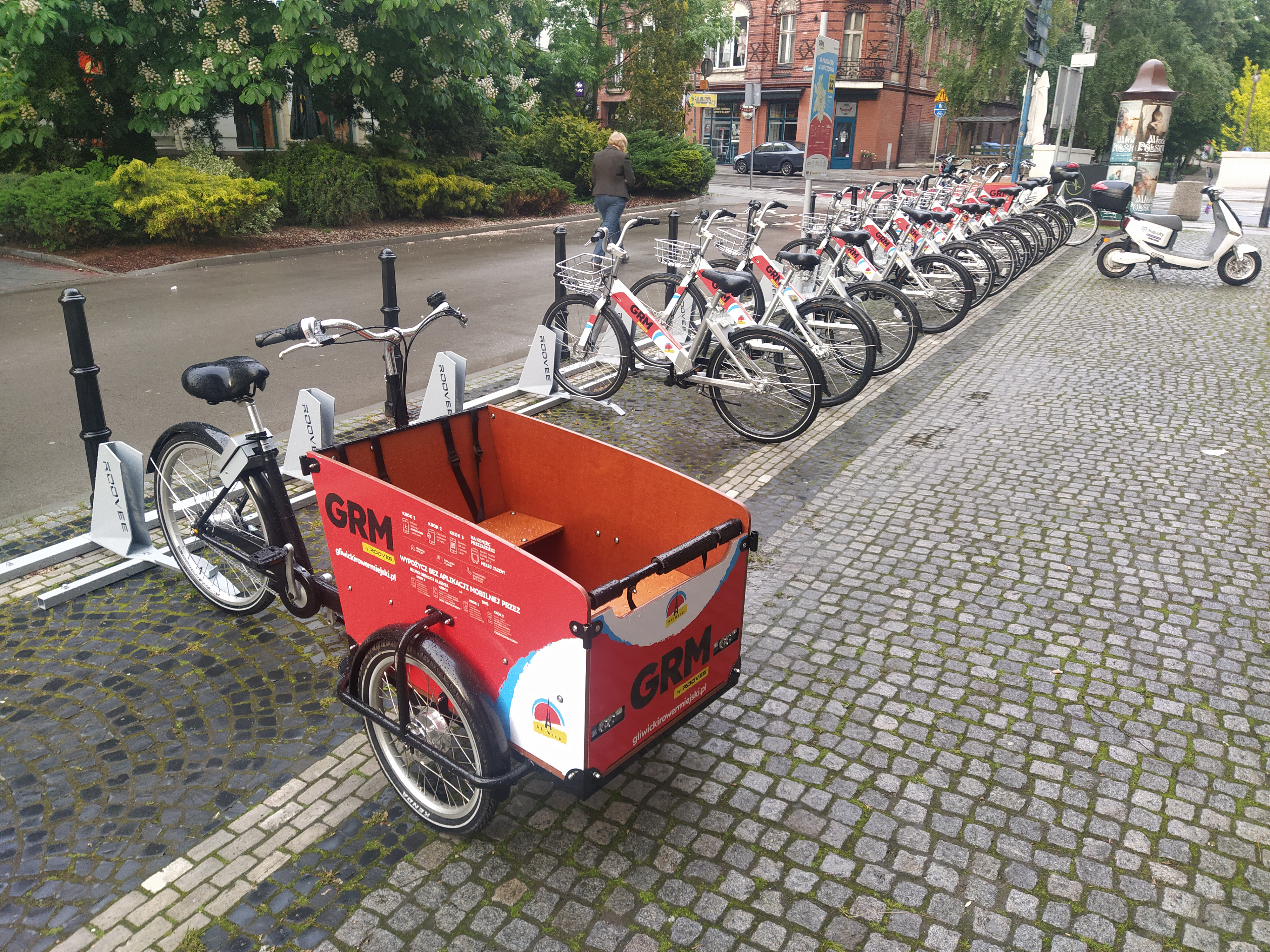
al. Przyjaźni/ ul. Zwycięstwa
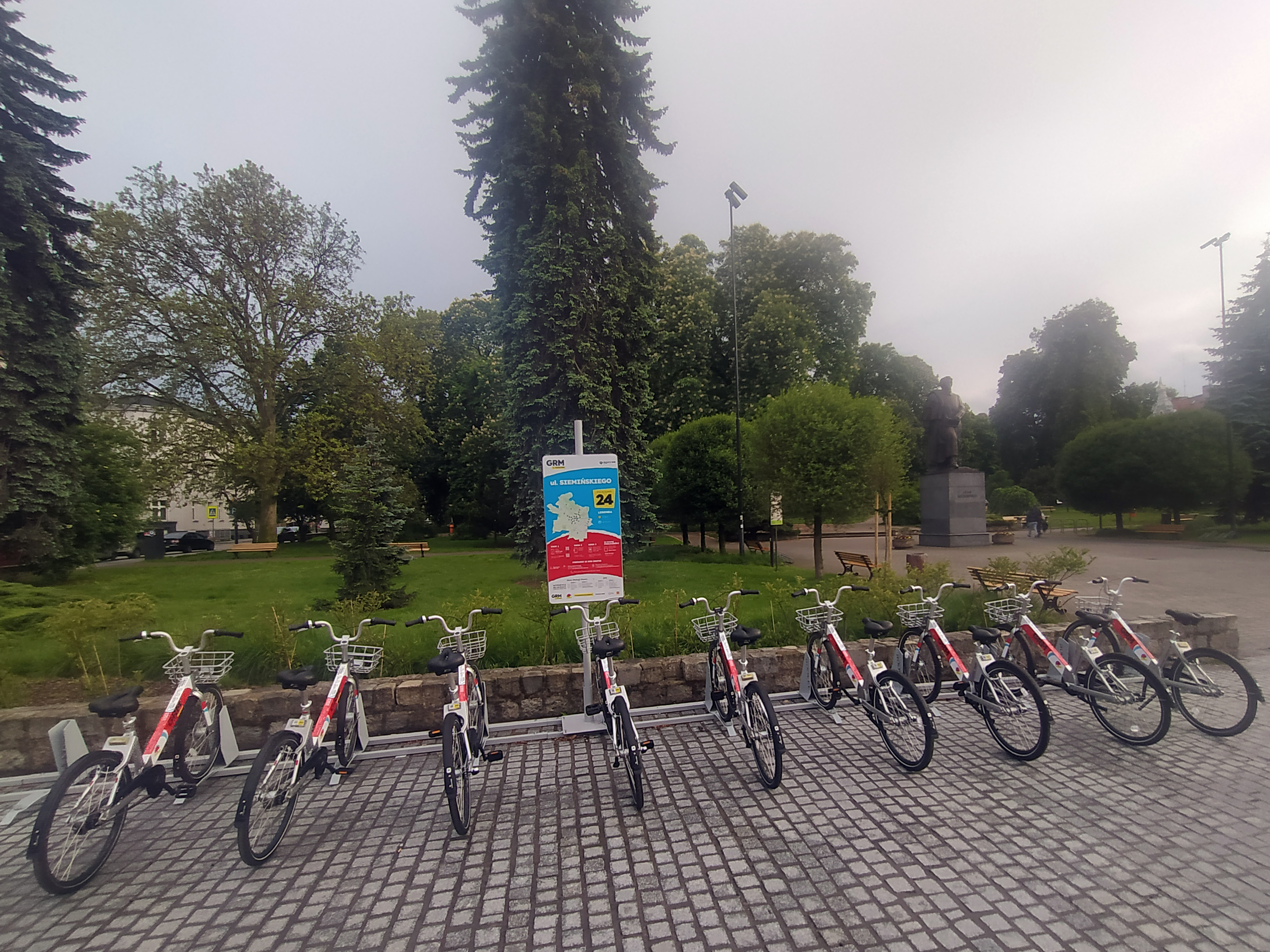
ul. Siemińskiego
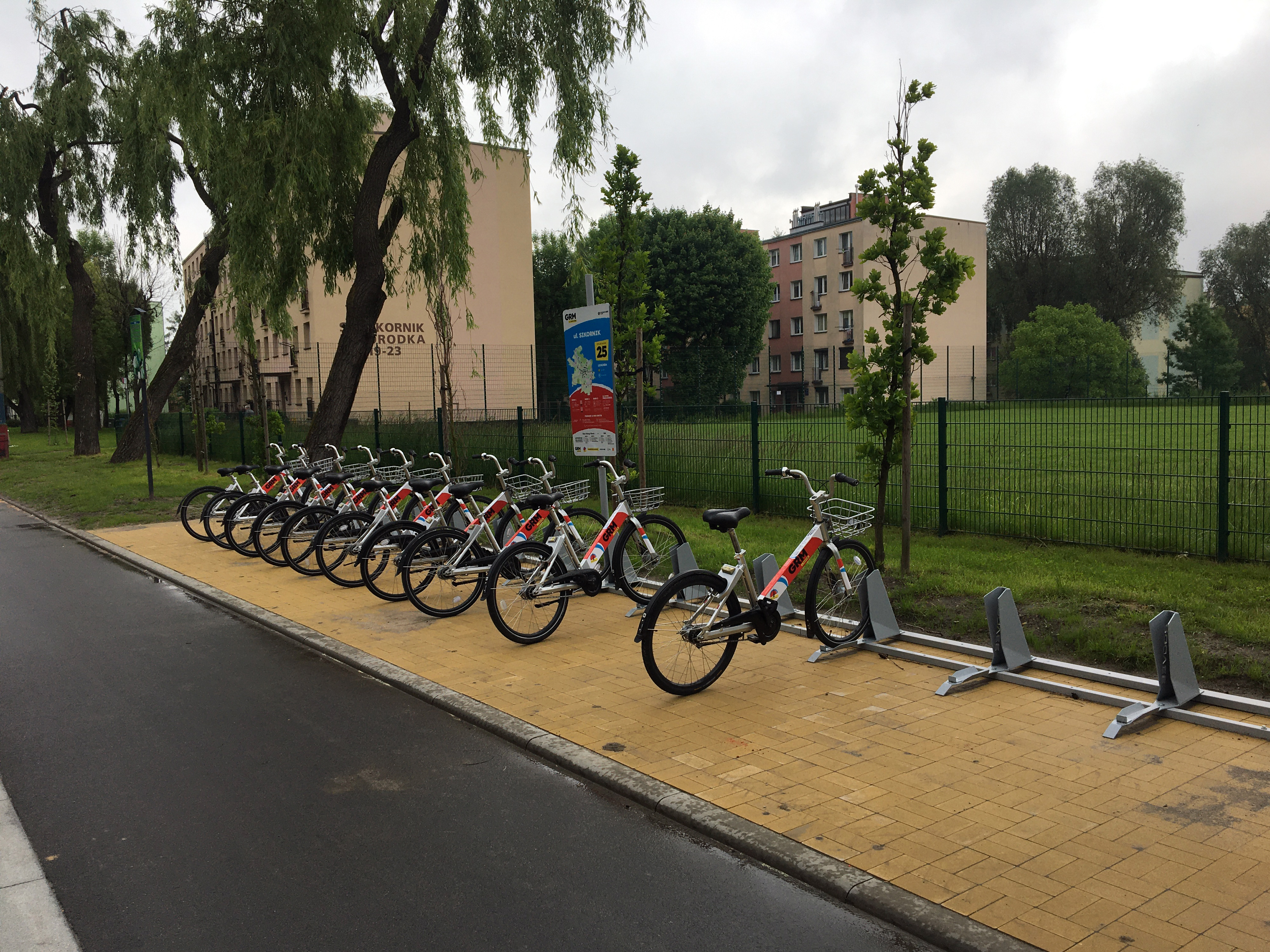
ul. Sikornik
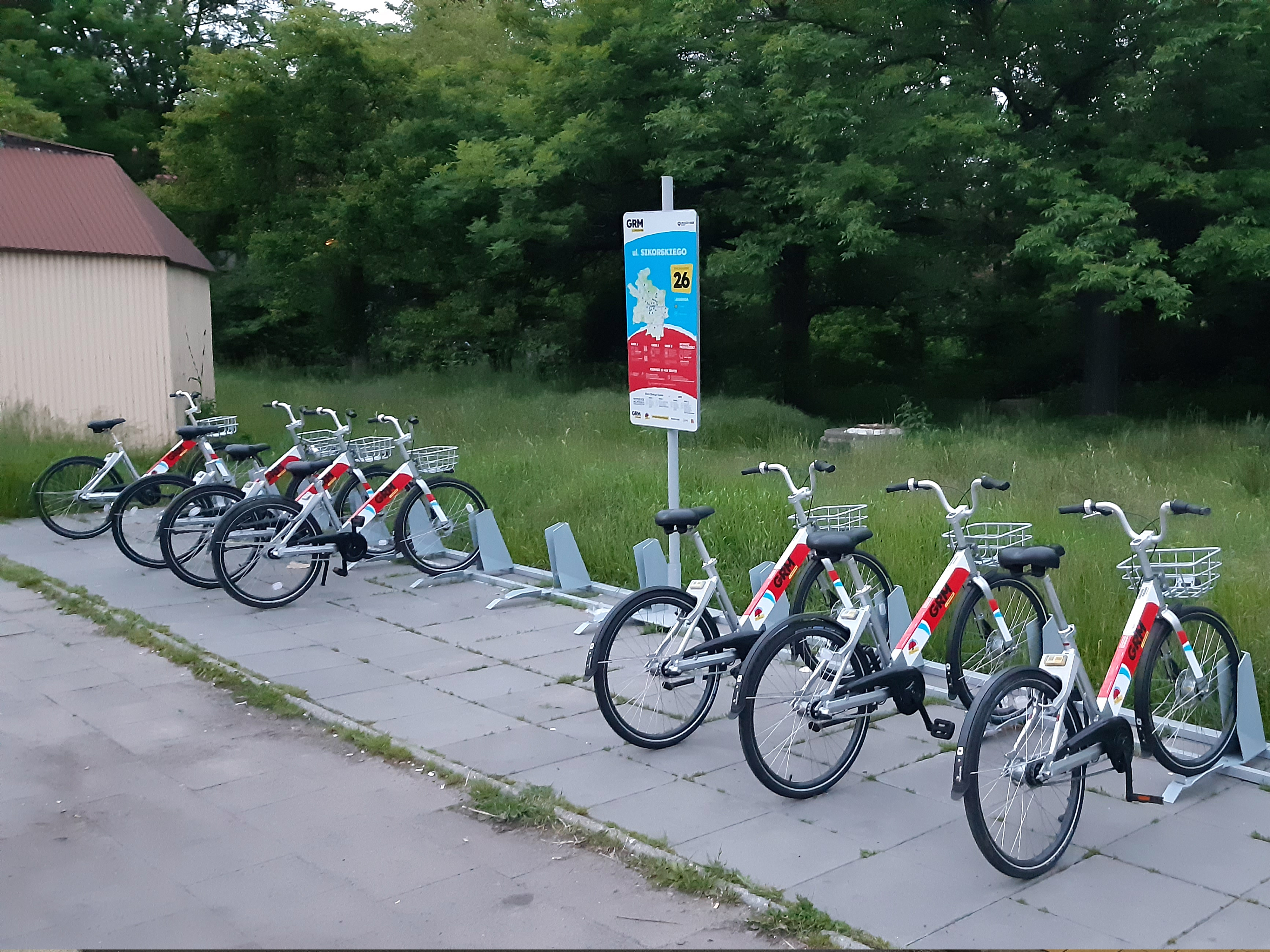
ul. Sikorskiego
- ul. Słowackiego
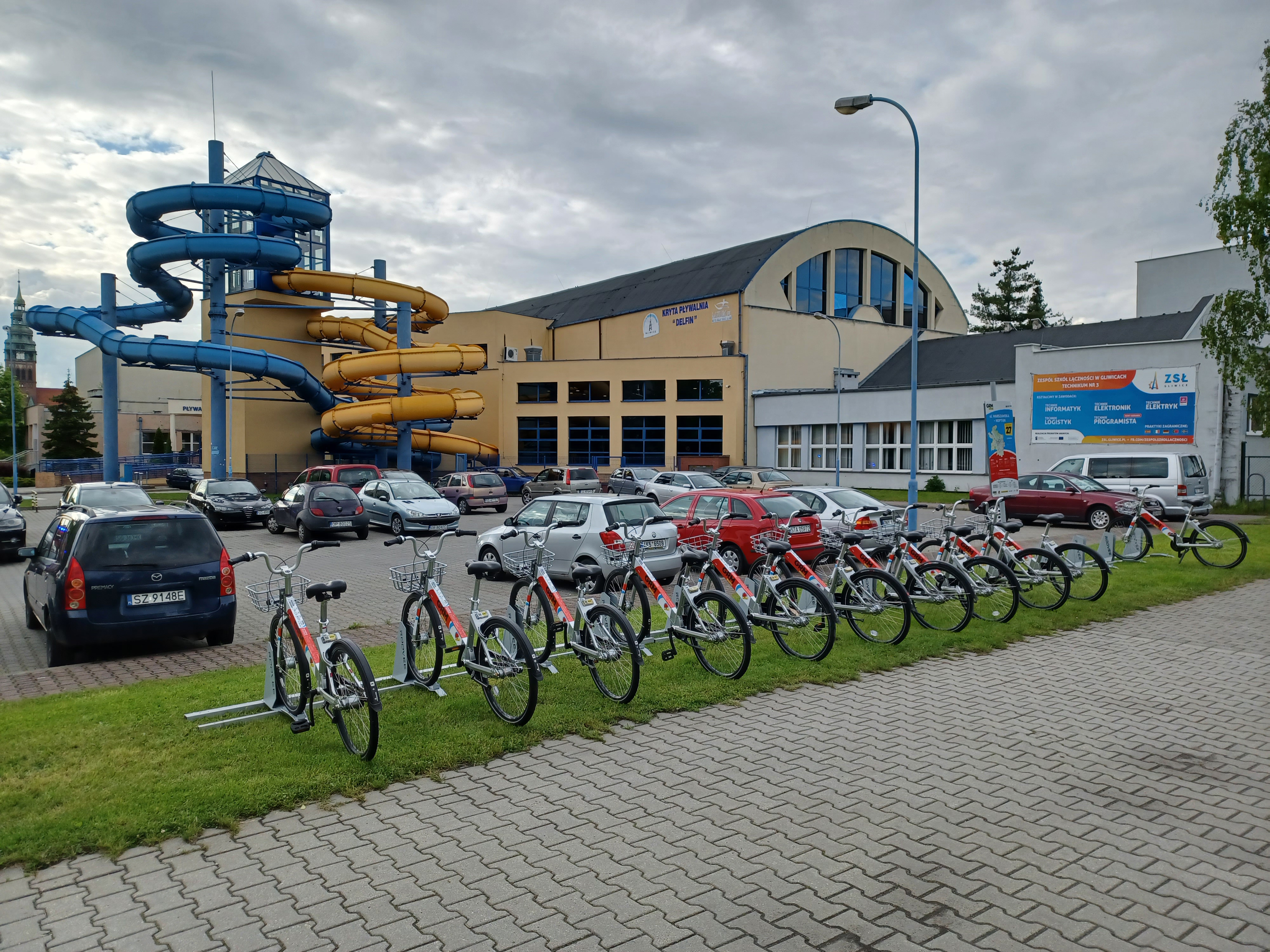
ul. Warszawska - Neptun
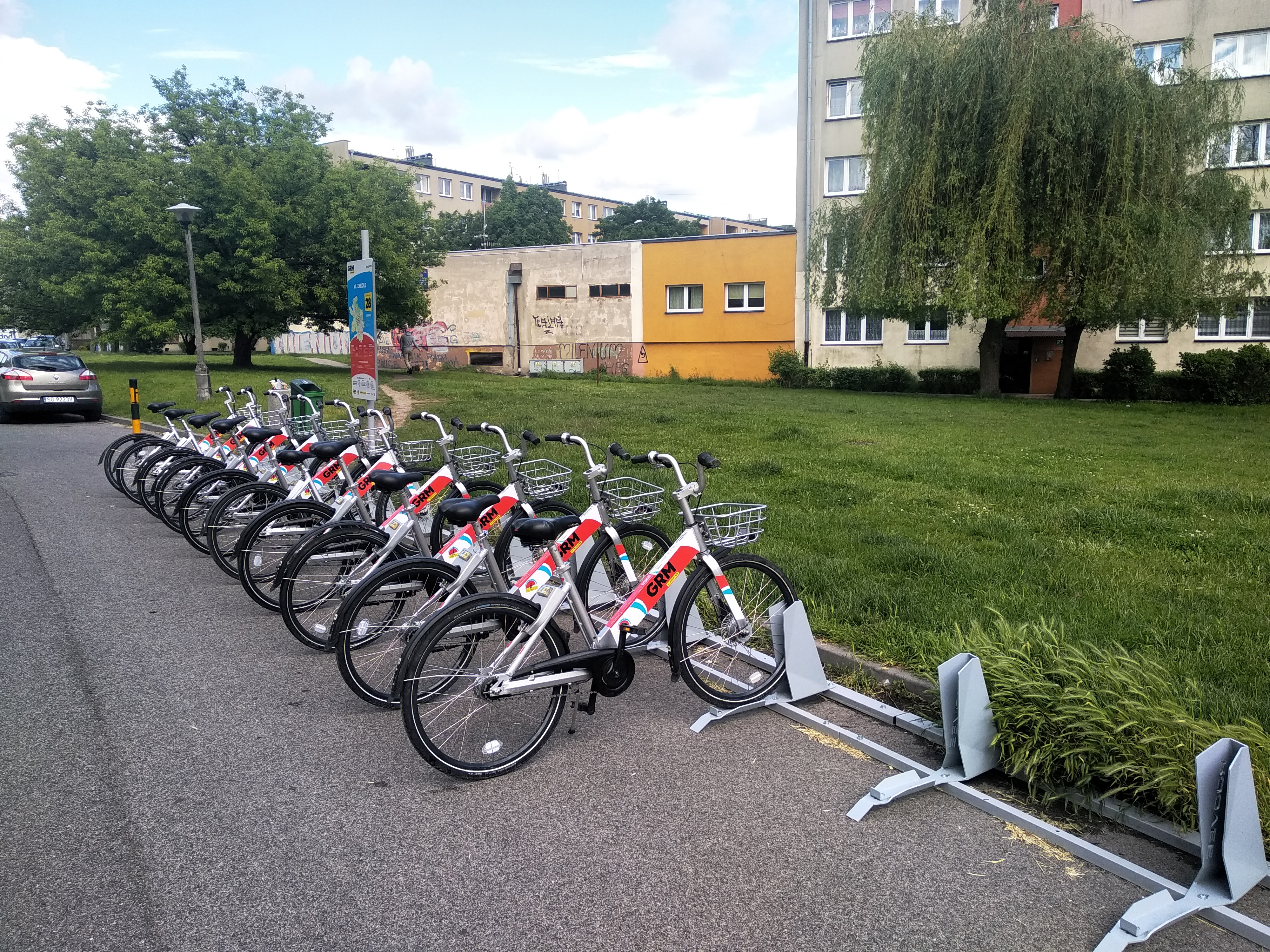
ul. Wolności
- ul. Zakole
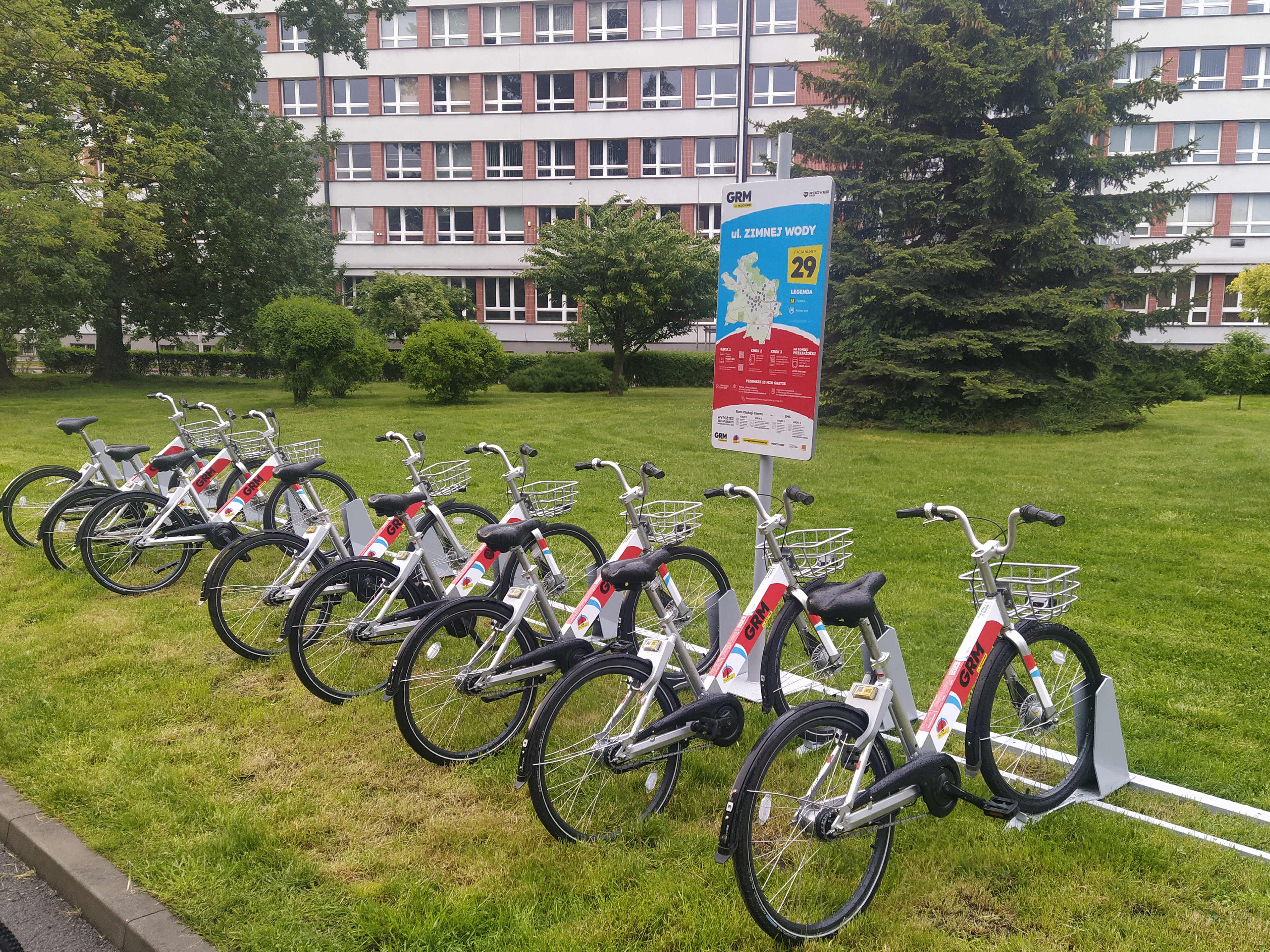
ul. Zimnej Wody
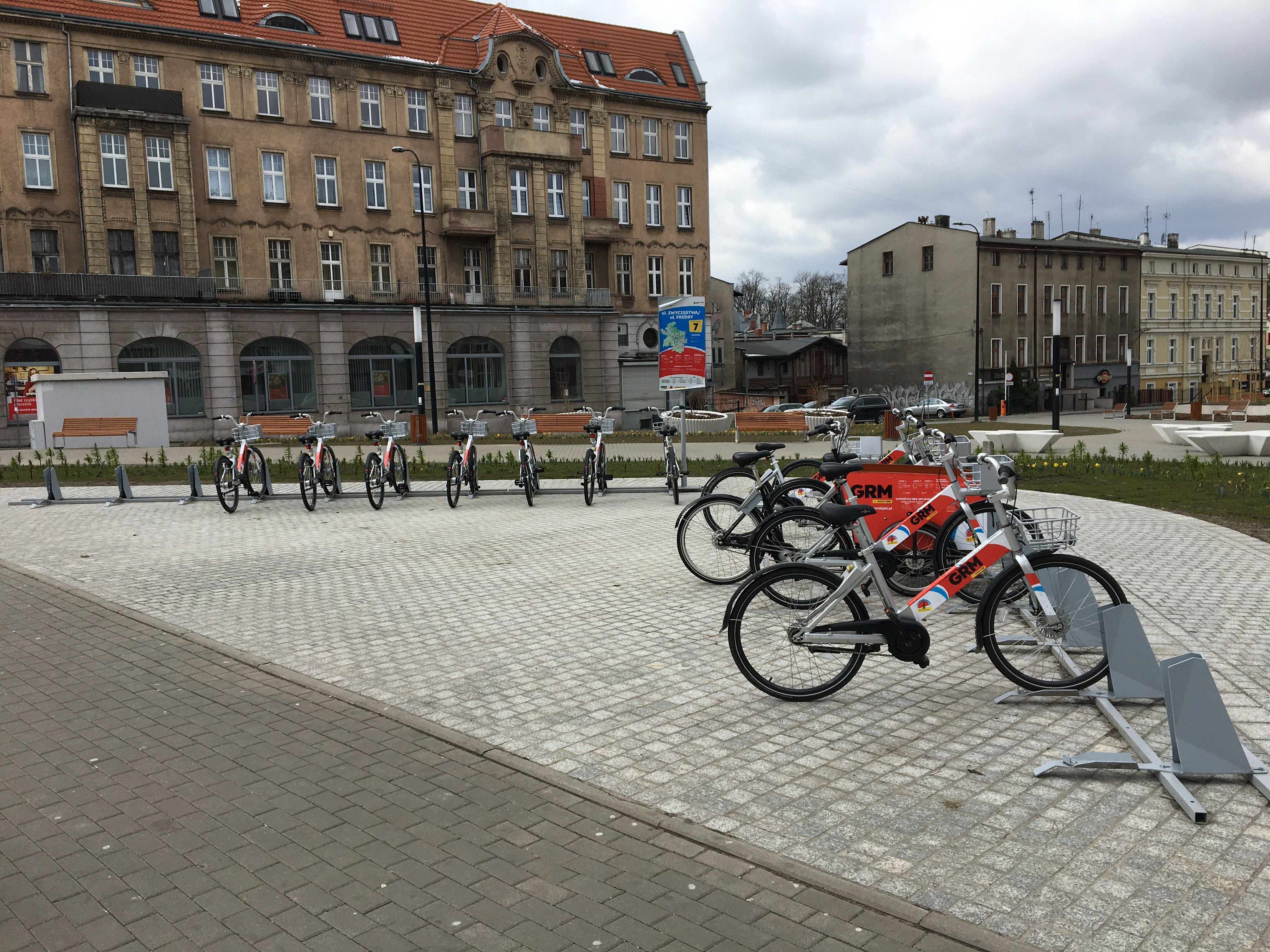
ul. Zwycięstwa/ ul. Fredry
- ul. Zygmuntowska
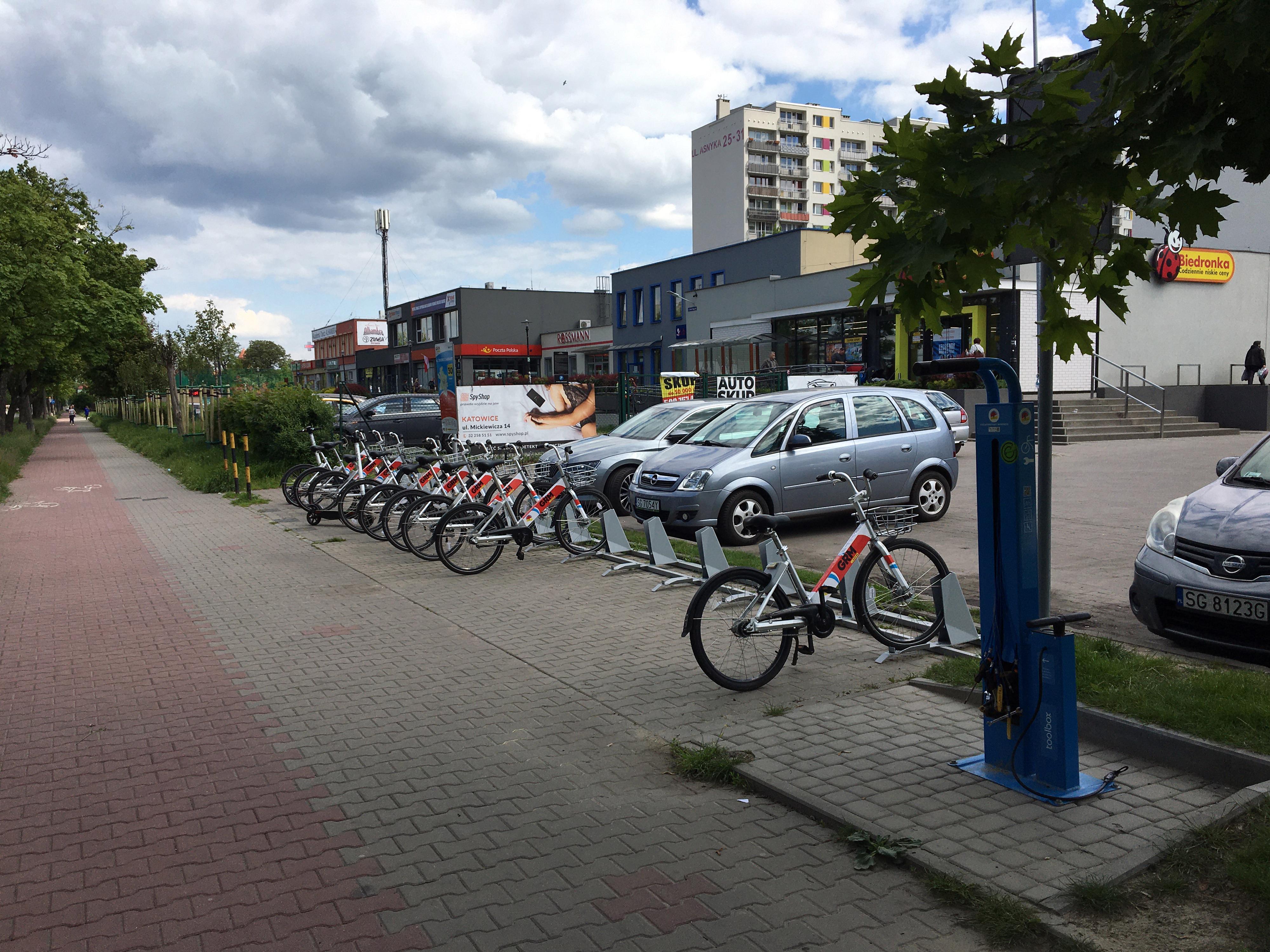
ul. Żwirki i Wigury
- Amazon KTW3.

- ul. Akademicka - Arena Gliwice
- ul. Akademicka - Politechnika
- ul. Brylantowa
- ul. Cechowa - Skwer Nacka
- ul. Dąbrowskiego/ Poniatowskiego
- ul. Gwiazdy Polarnej
- plac Inwalidów Wojennych
- ul. Jana Pawła II
- ul. Jesienna
- ul. Kormoranów
- ul. Kościuszki - biblioteka
- ul. Kozielska - szkoła
- ul. Kozielska/ Góry Chełmskiej
- ul. Kozłowska
- ul. Lubliniecka - Radiostacja
- ul. Nowy Świat - Teatr Miejski
- ul. Obrońców Pokoju
- ul. Okulickiego/ Kozielska
- ul. Parkowa
- ul. Piastowska
- ul. Piłsudskiego
- ul. Poniatowskiego
- al. Przyjaźni/ ul. Zwycięstwa
- ul. Siemińskiego
- ul. Sikornik
- ul. Sikorskiego
- ul. Warszawska - Neptun
- ul. Zakole
- ul. Zimnej Wody
- ul. Zwycięstwa/ ul. Fredry.jpg
- ul. Żwirki i Wigury

## Rowery
W 2022 roku system składał się z 365 rowerów:
- 358 rowerów standardowych,
- 5 rowerów cargo,
- 2 tandemów.

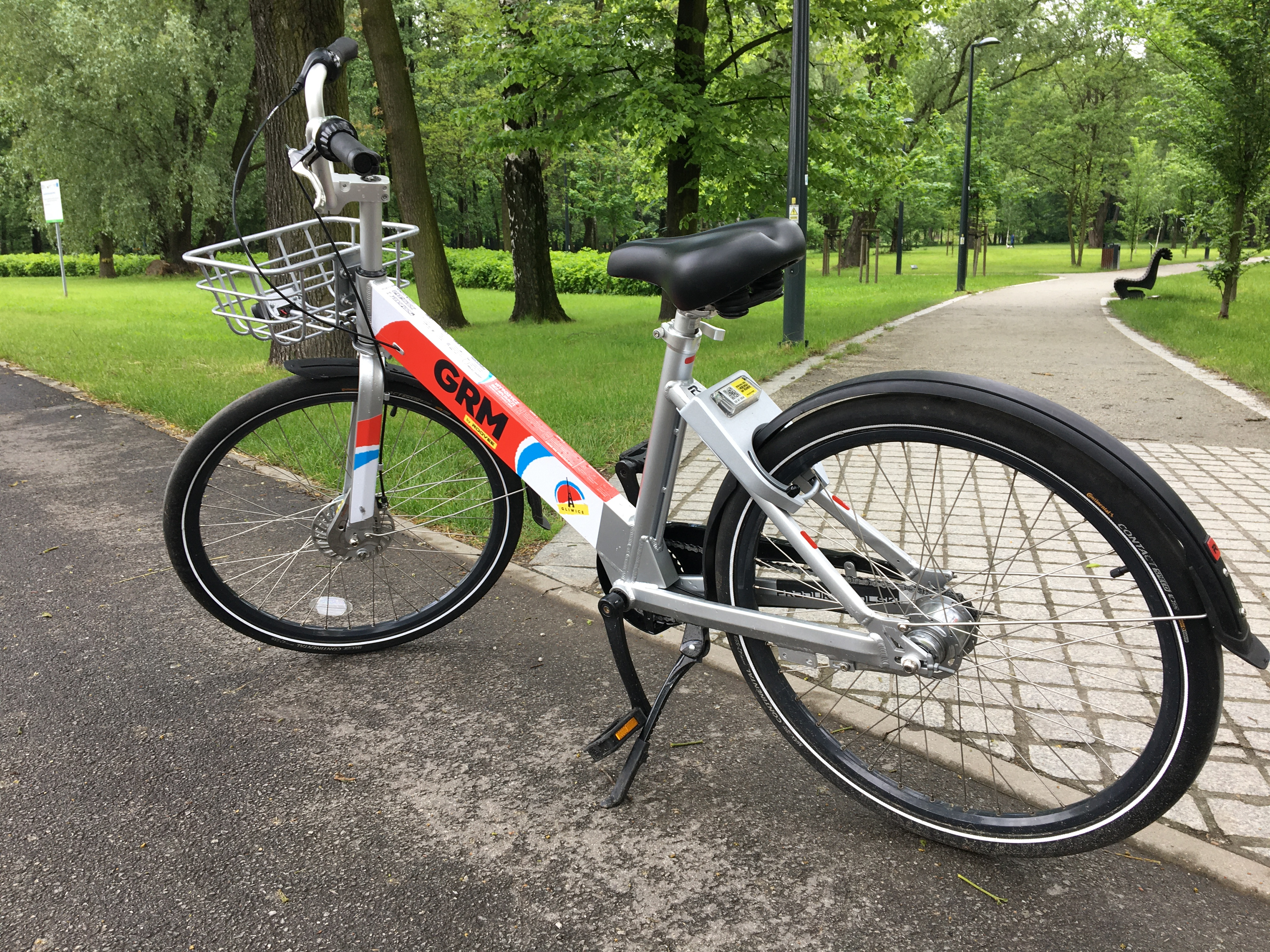
Rower standardowy
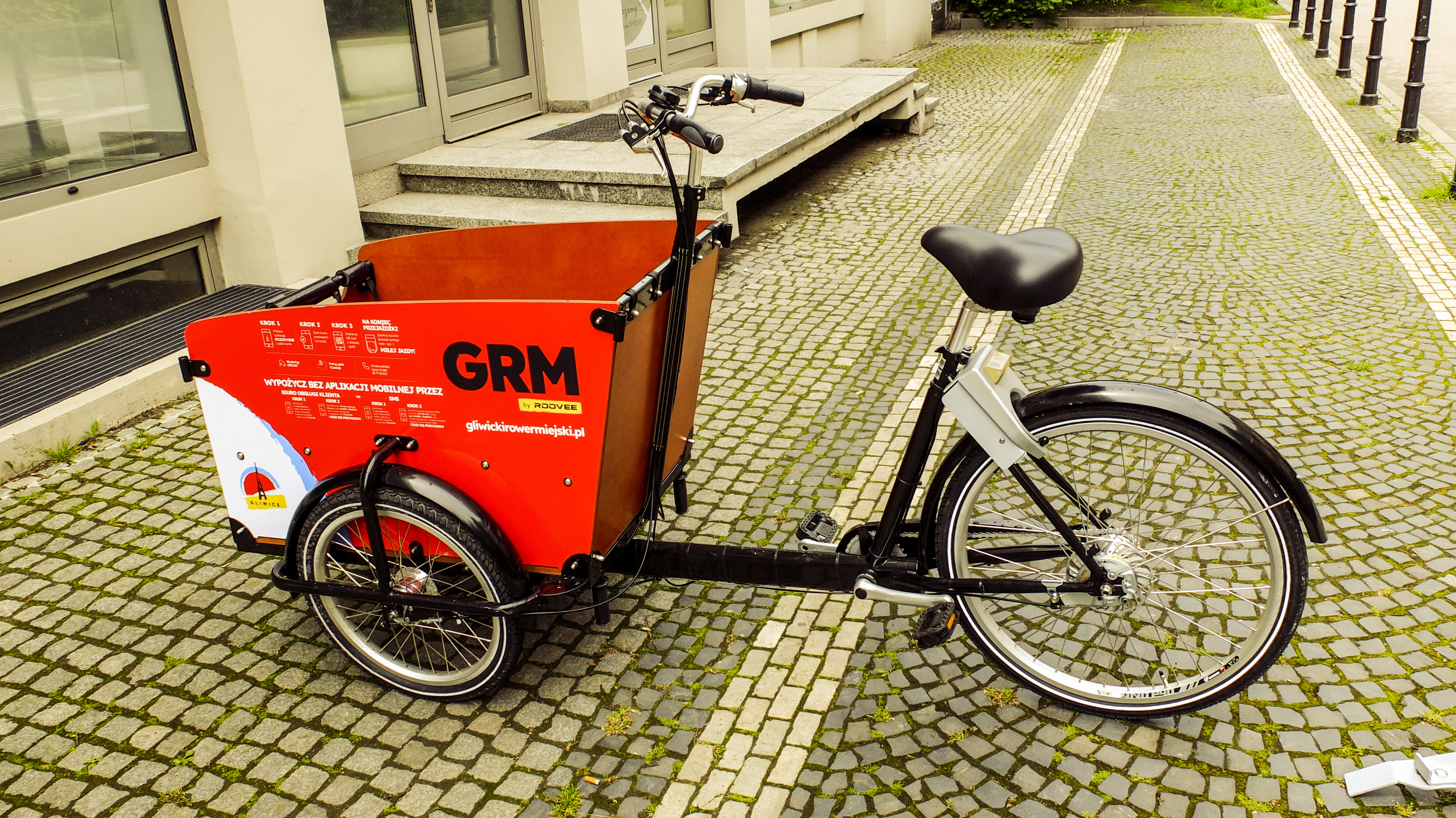
Rower cargo
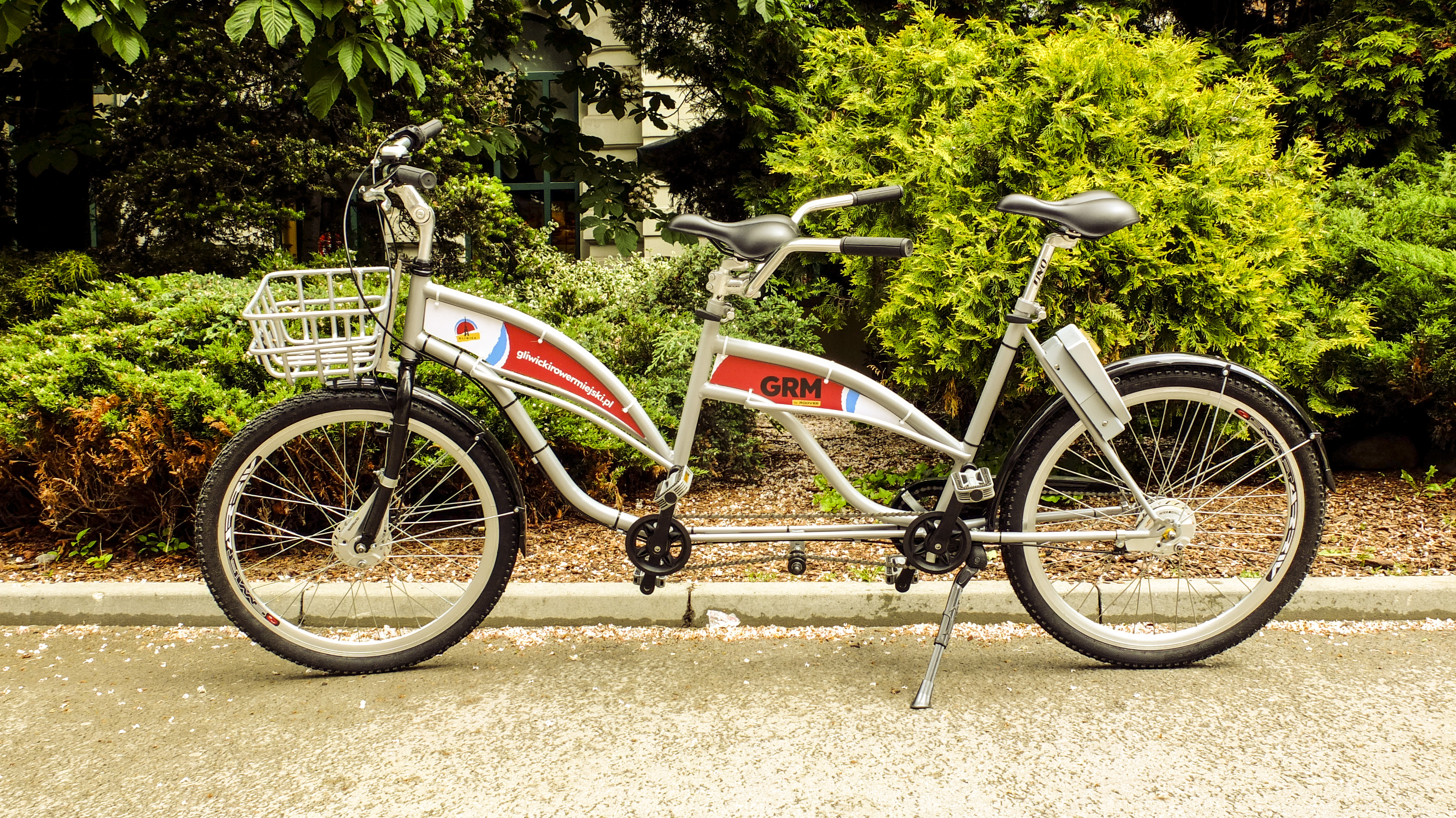
Tandem

## Działanie systemu
Aby stać się użytkownikiem systemu należało zarejestrować się w systemie i dokonać opłaty aktywacyjnej. Pierwsze 15 minut wypożyczenia roweru było darmowe, a każda kolejna minuta kosztowała 0,05 zł. Rowery wypożyczało się poprzez dedykowaną aplikację mobilną.

## Nagrody i wyróżnienia
- Złoty Gwóźdź 2017 – tytuł przyznany przez Nowiny Gliwickie dla najlepszej inwestycji w Gliwicach w 2017 roku[36].